# Train World
Train World est le musée de la Société nationale des chemins de fer belges (SNCB/NMBS), situé à Schaerbeek, en région de Bruxelles-Capitale.

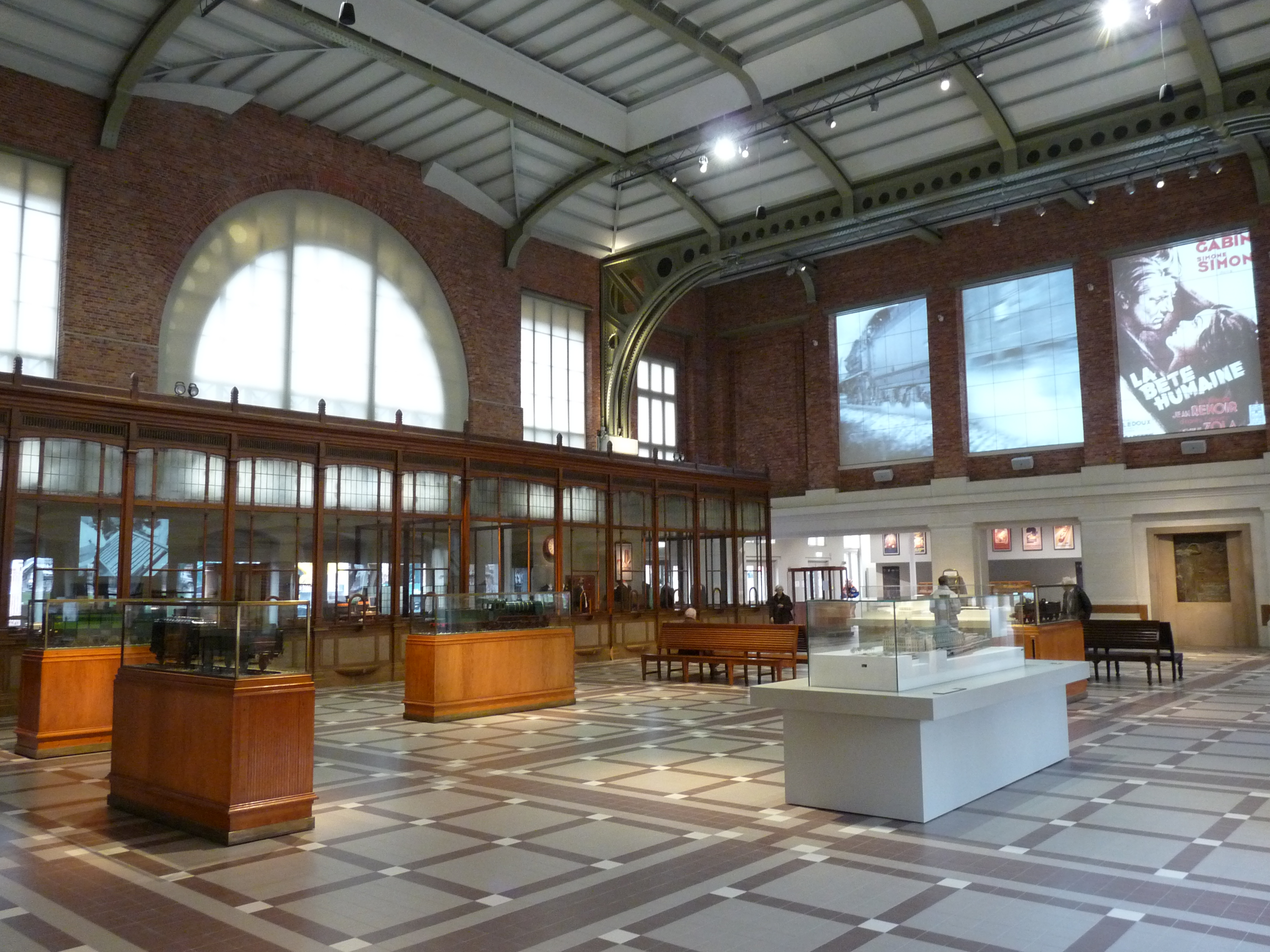
Le grand hall (d'exposition) de la gare de Schaerbeek.

Le site du musée comporte un nouvel espace muséal, de 8 000 m2, destiné aux expositions, tandis que les bâtiments historiques de la gare de Schaerbeek assurent l’accueil des visiteurs, dans le grand hall 1913 préservé. La scénographie est imaginée par François Schuiten. La musique est signée Bruno Letort.
Les travaux ont débuté en septembre 2012, à la gare de Schaerbeek, au nord de Bruxelles. L’inauguration est planifiée pour 2014 et reportée à mai. Enfin, la veille du 25 septembre 2015 (ouverture au public), le roi Philippe de Belgique inaugure Train World. François Schuiten reçoit le titre honorifique de «chef de gare» de la gare de Schaerbeek».
Un hôtel était associé au concept du musée, le Train Hostel. Celui-ci a n'a pas rouvert après le confinement auquel il a été assujetti dans le cadre de la gestion de la pandémie de Covid-19 en Belgique. La croix rouge a transformé l'hôtel en centre d'hébergement d'urgence en 2023.

## Historique
Depuis la fin de la traction à vapeur (en décembre 1966), la SNCB avait conservé une large collection de matériel historique, estimée à près de 200 véhicules, dans un état très variable. Depuis 50 ans, tout ce matériel était (et l'est toujours pour les ¾ de la collection) caché du public dans des vieilles remises étroites, notamment à Melle, Liers, Haine-Saint-Pierre et Monceau (qui sert aussi d'atelier d'entretien et de restauration). Ceux de Louvain et Bruges ont été évacués et fermés.
C'est à l’occasion du XXVe anniversaire de la SNCB que fut créé le (premier) musée des Chemins de fer belges. Il fut inauguré le 30 octobre 1951 dans les locaux désaffectés de l'ancienne gare de Bruxelles-Nord. Début 2007, le musée est définitivement fermé.
En 1987, le Directeur-Général de la SNCB, Maurice Page, et son porte-parole historique, Georges Feron, mettent sur pied un groupe de travail chargé d'élaborer le principe de réalisation d'un grand musée belge des chemins de fer.
Ce groupe SNCB s'appuyait sur le lobbying politique de la députée-bourgmestre Françoise Schepmans et de son ami d'enfance, Philippe Touwaide, ancien directeur de cabinet de bourgmestres et de ministres, lesquels défendaient le choix du site de Tour & Taxis.
Pour des raisons urbanistiques, le choix de la SNCB et du groupe de lobbying Schepmans-Touwaide s'est réorienté vers la gare de Schaerbeek, avec l'appui des autorités communales de Bruxelles et de Schaerbeek, des autres bourgmestres et de tous les députés bruxellois, mais contre l'avis de la SNCB qui souhaitait implanter ce musée à Ostende.
L'intervention définitive des ministres Laurette Onkelinx et Charles Picqué a fait valider le choix définitif de Schaerbeek comme localisation du musée, avec une vitrine promotionnelle à Treignes (CFV3V).
Par ailleurs, les 4 associations de préservation ferroviaire (SME, SDP, PFT et le CFV3V) avaient constitué des collections importantes de matériel ancien préservé. Ainsi, une charte fut signée pour organiser la gestion d'une partie de la collection par toutes ces associations. Le matériel qui n'était pas sélectionné pour le musée national ou l’antenne de Treignes, et qui n'était pas non plus trop dégradé (près de la moitié de la collection ayant passé des décennies à l'air libre), sa mise à la ferraille était inévitable.
En septembre 2012, commencent les travaux pour le futur musée national du train : «Train World».
Restauration des deux bâtiments historiques de la gare de Schaerbeek voyageurs, datant de 1887 et 1913.
Restitution dans l’ambiance des années 1920, du grand hall de la gare (avec ses guichets), qui est destiné à l’accueil des visiteurs de Train World.
Construction d’un nouvel espace d’exposition de 8 000 m2, conservant in situ une ancienne maison de cheminots (intégrée à la muséographie), et récupérant un segment de tablier d’un viaduc ferroviaire permettant la circulation des visiteurs « en hauteur ».

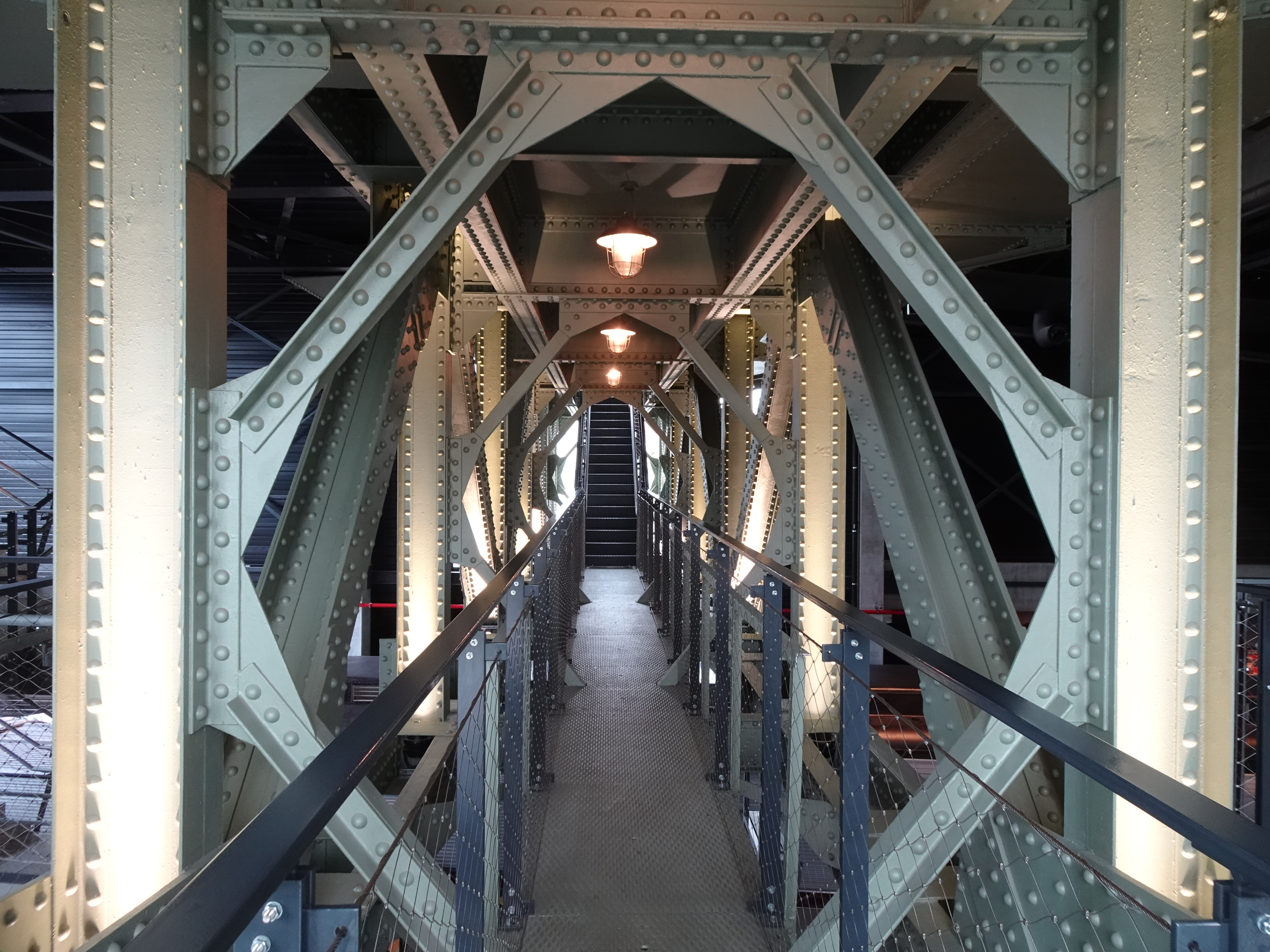
Le tablier du viaduc ferroviaire sur la Meuse qui sert désormais de plateforme surélevée pour le public.

Selon son concepteur : « Le fil conducteur, c’était vraiment plonger le spectateur dans une sorte de féérie pour qu’il se remette à rêver, à retrouver l’imaginaire du chemin de fer ».
La scénographie de François Schuiten est conçue comme un « opéra ferroviaire », présentant des éléments du passé, du présent et du futur des chemins de fer, la musique est signée Bruno Letort.

## Les collections
Les listes suivantes ne sont pas exhaustives et devront être complétées ou actualisées au fil du temps (dernière actualisation en février 2025) :

### Les matériels ferroviaires exposés au musée national (Bruxelles)
Les matériels suivants sont exposés (définitivement) dans le musée national à Schaerbeek (Bruxelles) :
| Matricule                                                                         | Constructeur et date | État actuel                                   | Origine et informations techniques | Photo |
| --------------------------------------------------------------------------------- | --- | --------------------------------------------- | --- | ----- |
| Grue à vapeur A310.4 (avec le wagon de choc no 40 88 958 4800-5) dite "Juliette"  | Craven Brothers (Manchester - Angleterre), 1912                                                                          | Hors service (exposée dans la cour du musée). | - Elle est d'abord utilisée par la British Army (Angleterre). Réceptionnée ensuite par à la SNCB en 1947 et utilisée au dépôt de Kinkempois (Liège) jusqu’en 1987. - 17 m, 80 t, vitesse maximum : 35 km/h. - Timbre chaudière : 00 kg/cm2. - Capacité de la soute à charbon : 0 t. - Capacité de la soute à eau : 0 000 L (0 m3). - Capacité de levage : 35 t. |       |
| Chaudière à foyer Belpaire                                                        | Cockerill (ou FUF HSP), 1884 (numéro inconnu).                                                                           | Hors service (exposée dans la cour du musée). | - Chaudière venant d’une locomotive à vapeur de type 25 (ex-Chemins de fer de l'État belge). - Transformée en générateur de vapeur fixe. - 46 t (locomotive uniquement). |       |
| Locomotive à vapeur "Le Belge" (Réplique de l'original en bois à taille réelle)   | Réplique construite à l'atelier "L'Arsenal" (Malines).                                                                   | Hors service (exposée au musée).              | - L'original a été construit par Cockerill (Liège) en 1835 et portait le no 6 (ex-Chemins de fer de l'État belge). - Mise hors service en 1869. - 9 m, 11,7 t, vitesse maximum : 60 km/h (41 cv). - Timbre chaudière : 0 kg/cm2. - Capacité de la soute à charbon (Tender) : 0 t. - Capacité de la soute à eau (Tender) : 2 500 L (2,5 m3). |       |
| Locomotive à vapeur "L'Eléphant" (Réplique de l'original en bois à taille réelle) | Réplique construite à l'atelier "L'Arsenal" (Malines).                                                                   | Hors service (exposée au musée).              | - L'original a été construit par Tayleur (Angleterre) en 1835 et portait le no 2. - Mise hors service en 1847. - 11 m, 20 t (en ordre de marche), vitesse maximum : 00 km/h (55 cv). - Timbre chaudière : 0 kg/cm2. - Capacité de la soute à charbon (Tender) : 0 t. - Capacité de la soute à eau (Tender) : 4 000 L (4 m3). |       |
| Locomotive à vapeur "Pays de Waes" (no 2)                                         | Ateliers Gustave De Ridder (Bruxelles), 1844                                                                             | Hors service (exposée au musée).              | - Cette locomotive est à l'écartement de 1,150 m (au lieu des 1,435 m actuels). - Elle fut utilisée par la Compagnie du chemin de fer d'Anvers à Gand jusqu'à sa mise hors service en 1898. Elle a ensuite été exposée lors de l'exposition universelle de 1913 à Gand et en Angleterre pour les festivités du 100e anniversaire du chemin de fer en 1925. Exposée ensuite dans l'ancien Musée de la gare de Bruxelles-Nord (Bruxelles), en 1951 jusqu'en 2014 ou elle à du déménager dans le nouveau musée situé à Schaerbeek. - C'est la plus vieille locomotive à vapeur conservée par la SNCB. - 12 m, 17,5 t, vitesse maximum : 60 km/h (50 cv). - Timbre chaudière : 6 kg/cm2. - Capacité de la soute à charbon : 0 t. - Capacité de la soute à eau : 0 000 L (0 m3). |       |
| Locomotive à vapeur 1152 (Type 51)                                                | Anglo-Franco-Belge (La Croyère), 1880                                                                                    | Hors service (exposée au musée).              | - Locomotive de type 030T, utilisée pour les manœuvres. - Ex-Chemins de fer de l'État belge no 1152. - En 1929 elle est revendue à la Carbochimique Centrale de Tertre. - Mise hors service et préservée en 1967. - Surnom de ce type de locomotive : "La Chèvre" (à cause de son foyer qui peut brûler toute sorte de charbon). - 8 m, 34 t, vitesse maximum 45 km/h (250 cv). - Timbre chaudière : 8 kg/cm2. - Capacité de la soute à charbon : 1,3 t. - Capacité de la soute à eau : 4 000 L (4 m3). |       |
| Locomotive à vapeur 10.018 (Type 10) et son tender no 31.031 (Type 38)            | Cockerill (Liège), 1913                                                                                                  | Hors service (exposée au musée).              | - Locomotive de type 231, utilisée pour les trains express "lourds". - Ex-Chemins de fer de l'État belge no 4518. - Cette locomotive a assuré le dernier parcours (en traction vapeur) de Luxembourg-ville à Bruxelles, le 29 septembre 1956. - Mise hors service en 1959. - Préservée depuis 1960. - 22 m, 176 t (locomotive & tender), vitesse maximum : 120 km/h (2250 cv). - Timbre chaudière : 14 kg/cm2. - Capacité de la soute à charbon (Tender) : 7 t. - Capacité de la soute à eau (Tender) : 31 000 L (31 m3). |       |
| Locomotive à vapeur 12.004 (Type 12) et son tender no 24.604 (Type 19)            | Cockerill (Liège), 1939                                                                                                  | Hors service (exposée au musée).              | - Locomotive de type 221, pour les trains express "légers". - Elle est la seule préservée (inextremis) de son type sur les 6 construites (12.001-12.006). Elle est complètement restaurée (en état de marche) à l'occasion du 150e anniversaire des chemins de fer belges en 1985. - Cette locomotive à vapeur carénée est la pièce maîtresse du musée. - Elle est également le «personnage» principal de l’album de bandes dessinée La douce, de François Schuiten. - Mise hors service en 1962. - Préservée depuis 1970. - 21 m, 148 t (locomotive & tender), vitesse maximum : 140 km/h (2200 cv). - Timbre chaudière : 18 kg/cm2. - Capacité de la soute à charbon (Tender) : 8 t. - Capacité de la soute à eau (Tender) : 24 000 L (24 m3).                            |       |
| Locomotive à vapeur 18.051 (Type 18) et son tender no 18.020 (Type 14)            | Saint-Léonard (Liège), 1905                                                                                              | Hors service (exposée au musée).              | - Locomotive de type 220 (d'inspiration anglaise), utilisée pour les trains de "banlieue", "express" et "directs". - Ex-Chemins de fer de l'État belge no 3251. - En 1966, elle a été peinte dans un «bleu violacé» afin de souligner son origine écossaise et de rendre hommage au Caledonian Railway. Repeinte ensuite dans une livrée «brun chocolat», qui était sa livrée d'origine du temps des Chemins de fer de l'État belge (avant 1930). - Mise hors service en 1948. - Préservée depuis 1959. - 18 m, 105 t (locomotive & tender), vitesse maximum : 110 km/h. - Timbre chaudière : 13,5 kg/cm2. - Capacité de la soute à charbon (Tender) : 5,4 t. - Capacité de la soute à eau (Tender) : 18 000 L (18 m3).                                                     |       |
| Locomotive à vapeur "MF33"                                                        | FUF HSP, 1911 (no 1204).                                                                                                 | Hors service (exposée au musée).              | - Locomotive industrielle de type 020T, utilisée pour les manœuvres. - Elle a appartenu au Charbonnage de Monceau Fontaine où elle faisait des manœuvres sur l'ancien raccordement privé de la mine de charbon. À partir de 1976, cette locomotive a appartenu à l'asbl CFV3V (Mariembourg). Cédée au musée national en 2013 pour son exposition définitive dans l’aire récréative du musée. - 0 m, 25 t, vitesse maximum : 00 km/h (54 ch). - Timbre chaudière : 00 kg/cm2. - Capacité de la soute à charbon : 0 t. - Capacité de la soute à eau : 0 000 L (0 m3). |       |
| Draisine à mains                                                                  | Construite en Allemagne en 1905.                                                                                         | Hors service (exposée au musée).              | - Utilisée pour le transport de personnes et de matériel. - Elle est abandonnée en 1918 par les chemins de fer allemands. Par la suite, elle est encore utilisée jusqu'en 1963 par l'équipe de poseurs de voie à Boom, sur la ligne 52 (entre Anvers-Puurs). - 0 m, 0 t, vitesse maximum : 30 km/h. |       |
| Draisine d'inspection (Type 7) no 701 (no 380.25.701.60)                          | Perkins, 1949 | Hors service (exposée au musée).              | - Ancienne draisine (ou Lorry) d'inspection des voies ferrées, mais aussi pour le transport des ouvriers et du matériel requis pour l'entretien des voies. - 7 m, 15 t, vitesse maximum : 70 km/h. - Capacité du réservoir à gazole : 225 L. |       |
| Autorail diesel 551.48                                                            | Atelier Central de Malines & Brossel (Bruxelles), 1939                                                                   | Hors service (exposée au musée).              | - Autorail pour lignes secondaires. - Ex. type 622 dit «Petit Brossel». - 11 m, 22 t, vitesse maximum : 56 km/h. - Capacité du réservoir à gazole : 000 L. - 86 places au total (76 places assises + 10 strapontins). - Mis hors service en 1962. - Préservé depuis 1978. |       |
| Locomotive diesel 6406 (Type 211 - 211.006)                                       | Ateliers Belges Réunis (Enghien), 1962                                                                                   | Hors service (exposée au musée, sans moteur). | - Cette locomotive est un prototype. - Disposition des essieux : deux bogies de 2 essieux moteurs dite Bo'Bo'. - 17,5 m, 82 t, vitesse maximum : 120 km/h. - Capacité du réservoir à gazole : 3 000 L (3 m3). - Mise hors service en 1983. - Préservée depuis 1984. |       |
| Locomotive électrique 1503 (Type 150 - 150.003)                                   | La Brugeoise et Nivelles/ACEC, 1962                                                                                      | Hors service (exposée au musée).              | - Tritension : 1.500/3.000/25.000kv. - Disposition des essieux : deux bogies de 2 essieux moteurs dite Bo'Bo'. - 17 m, 77 t, vitesse maximum : 160 km/h. - Mise hors service en 2009. - Préservée depuis 2010. |       |
| Automotrice électrique AM 35 - Série 00 - Type 1935 - (voiture pilote no 217.012) | Ateliers métallurgiques de Nivelles, 1935                                                                                | Hors service (exposée au musée).              | - Première automotrice électrique de Belgique. - Cette automotrice est composée au total de 4 éléments. - Monotension : 3.000kv. - Disposition des essieux : B-B + 2-2 + 2-2 + B-B. - 22 m pour la voiture d'extrémité (91 m & 277 t pour l'ensemble). - Vitesse maximum : 120 km/h. - 353 places assises au total (116 en 1re et 237 en 2e classe). - Mise hors service en 1959. - Préservée depuis 1960. - Elle est complètement restaurée (en état de marche) à l'occasion du 150e anniversaire des chemins de fer belges en 1985. - Seule la voiture pilote no 217.012 est visible au sein du musée national à Schaerbeek (Bruxelles). - Les 3 autres éléments de cette automotrice se trouvent dans les réserves du musée (no 215.212 + no 212.212 + no 213.012).      |       |
| SNCB Voiture GCI - ABD (1re/2e classe + fourgon) - no 91.001                      | CCC (Haine-Saint-Pierre), 1921                                                                                           | Hors service (exposée au musée).              | - Voiture construite sous le numéro no 30.348 AB équipée de WC. Transformé en 1933. - 15 m, 36 t, vitesse maximum : 80 km/h. - 64 places assises. - Mise hors service en 1960. |       |
| SNCB Voiture M1 - C (3e classe) - no 63.105 (voiture-hôpital)                     | Anglo-Franco-Belge (La Croyère), 1937                                                                                    | Hors service (exposée au musée).              | - Voiture dite "Métallique", construite sous le no 42.087. - L'intérieur est en partie configuré en «voiture hôpital» (infirmerie de la Croix-Rouge de Belgique), elle était utilisée de manière sporadique pour le transport de malades vers Banneux jusqu'en 1987. - 22 m, 55 t, vitesse maximum : 120 km/h. - 94 places assises. - Numéro UIC : 50 88 29-26 640-4. |       |
| SNCF Voiture "TEE" - Mistral II - A8tu - no 135 (1re classe)                      | Franco-Rail (France), 1974                                                                                               | Hors service (exposée au musée).              | - Voiture venant de l'ancienne relation "TEE - Paris-Bruxelles-Amsterdam" (PBA). - 25,5 m, 44 t, vitesse maximum : 160 km/h. - 46 places assises. - Mise hors service en 1997. - Numéro UIC : 61 88 18-89 995-6. |       |
| Voiture Royale A2 (A1) dite «Berline royale» (Salon/lits)                         | Compagnie générale de construction (filiale de la Compagnie Internationale des Wagons-Lits à Saint-Denis - France), 1901 | Hors service (exposée au musée).              | - Ancienne voiture royale du train de Léopold II et Albert Ier. - Elle est équipée d'un luxueux salon privé, d'un compartiment-lit avec cabinet de toilette pour le roi, de quatre compartiments-couchettes, d'un local de service et d'un autre pour le chauffage. - 19 m, 45 t, vitesse maximum : 000 km/h. - Exposée au musée depuis son ouverture en septembre 2015. |       |
| Voiture Royale no 1 dite «Salon»                                                  | Constructeur et date inconnue.                                                                                           | Hors service (exposée au musée).              | - Ancienne voiture royale du train de Léopold III et Baudouin Ier. - Il s'agit d'une ancienne voiture de type I1 (numéro inconnu) transformée par L'Atelier Central de Malines en 1939. - Elle est équipée d'un hall d'entrée, d'un office avec une cuisinière + frigo et d'un évier, d'un petit salon, d'un grand salon avec 6 fauteuils et 3 petites tables et de deux cabinets de toilettes. - 23 m, 61 t, vitesse maximum : 150 km/h. - Exposée au musée depuis son ouverture en septembre 2015. |       |
| Voiture postale no 70.803                                                         | Wagenfabrik Credé & Co (Kassel-Niederzwehren - Allemagne), 1930                                                          | Hors service (exposée au musée).              | - Construite pour la Deutsche Reichpost. - Abandonnée en Belgique après la Seconde Guerre Mondiale, elle est utilisée comme circonscription de tri entre 1945 et 1981. - 21 m, 44 t, vitesse maximum : 120 km/h. - Numéro UIC : 50 88 00-26 053-3. |       |
| Voiture Restaurant no 16.006                                                      | La Brugeoise et Nivelles, 1988                                                                                           | Hors service (exposée dans la cour du musée). | - Cette voiture est à la base une voiture de type I10 de 2e classe sous le numéro no 12.776. - En 2000, elle est transformée en voiture-restaurant sous le numéro no 16.006. - Elle a été mise hors service en 2015 et intégrée directement dans les collections de la SNCB. Elle est placée en septembre, la même année, sur une portion de rail où elle sert d'espace pour des workshops et repeinte dans une livrée «Pullman» de la CIWL (d’un point de vue historique, cette livrée n'a jamais existé sur ce type de voiture). - 26 m, 42 t, vitesse maximum : 160 km/h. - Numéro UIC : 61 88 88-90 006-4. |       |
| Wagon de marchandises «couvert» no 8938                                           | Ateliers de Seneffe, 1899                                                                                                | Hors service (exposée au musée).              | - Wagon à 2 essieux qui était utilisé pour le transport de calèche. - Ex-Chemins de fer de l'État belge. - 7 m, 9 t, vitesse maximum : 00 km/h. |       |
| Wagon de marchandises «citerne» no 91578                                          | Constructeur inconnu, 1901                                                                                               | Hors service (exposée au musée).              | - Wagon à 2 essieux qui était utilisé pour le transport de pétrole. - Ex-Chemins de fer de l'État belge. - 8 m, 0 t, vitesse maximum : 00 km/h. |       |
| Wagon de marchandises «couvert» no 948/287                                        | Constructeur inconnu, 1911                                                                                               | Hors service (exposée au musée).              | - Wagon à 2 essieux ex-allemand de la Déportation. - 9 m, 16 t, vitesse maximum : 00 km/h. |       |

### Les matériels ferroviaires préservés entreposés dans les réserves du musée national
Les matériels suivants (une grande partie de la collection) sont entreposés dans les réserves du musée national (non visible du public), en attente d'une restauration complète ou cosmétique :
| Matricule | Constructeur et date                                          | État actuel                                                          | Origine et informations techniques | Photo |
| --- | ------------------------------------------------------------- | -------------------------------------------------------------------- | --- | ----- |
| SNCB Locomotive à vapeur 44.225 (Type 44)                                                                                       | Cockerill, 1908                                               | Hors service (en attente d'une restauration complète ou cosmétique). | - Locomotive de type 030 et son tender no 13.332 (Type 15) venant d'une locomotive à vapeur de Type 41 (41.199). - Ex-Chemins de fer de l'État belge no 3625. - Mise hors service en 1948. - Elle fut encore utilisée comme générateur de vapeur (fixe) pour le chauffage à Haine-Saint-Pierre jusqu'en 1970 sous le numéro A621/103. - Préservée depuis 1978. - 16 m, 87 t, (locomotive + tender), vitesse maximum : 80 km/h (1000 cv). - Timbre chaudière : 13,5 kg/cm2. - Capacité de la soute à charbon (Tender) : 7 t. - Capacité de la soute à eau (Tender) : 13 000 L (13 m3). |       |
| SNCB Locomotive à vapeur 29.164 (Type 29) et son tender no 25.048 (Type 25)                                                     | Canadian Locomotive Company (Canada), 1946                    | Hors service (épave, en attente d'une restauration cosmétique).      | - Locomotive de type 140. - Mise hors service en 1966. - Elle a terminé sa carrière comme générateur de vapeur (fixe) pour le chauffage à Haine-Saint-Pierre sous le numéro A621/204. - Elle a été surnommée "Zaza" par son personnel d'entretien de l'époque. - Préservée depuis 1985, en très mauvais état (épave). - 20 m, 149 t, (locomotive + tender), vitesse maximum : 96 km/h (1000 cv). - Timbre chaudière : 15 kg/cm2. - Capacité de la soute à charbon (Tender) : 10 t. - Capacité de la soute à eau (Tender) : 25 000 L (25 m3). |       |
| SNCB Locomotive à vapeur 64.045 (Type 64) et son tender no 22.153 (Type 35)                                                     | Henschel & Sohn (Allemagne), 1916                             | Hors service (en attente d'une restauration complète ou cosmétique). | - Locomotive de type 230. - Ex-Chemins de fer de l'État belge no 6445. - Locomotive dite "Armistice" (Première Guerre mondiale), reçue en 1919 par l'Allemagne comme dommage de guerre. - Elle a roulé jusqu'au 20/04/1967, date à laquelle elle a été retirée du service. - En 1969, elle fut utilisée pour le tournage de la série télévisée "De Heren van Zichem". - Le mécanicien était assis du côté droit, ce qui est typique des locomotives à vapeur allemandes. - Préservée depuis 1970. - 18 m, 124 t, (locomotive + tender), vitesse maximum : 100 km/h (1400 cv). - Timbre chaudière : 12 kg/cm2. - Capacité de la soute à charbon (Tender) : 5 t. - Capacité de la soute à eau (Tender) : 22 000 L (22 m3). |       |
| SNCB Autorail diesel 4006 (Type 630 - 630.006)                                                                                  | Atelier Central de Malines, 1961                              | Hors service (en attente d'une restauration complète ou cosmétique). | - Autorail composé de 3 éléments. - 69 m, 128 t, vitesse maximum : 100 km/h. - Capacité du réservoir à gazole : 2 400 L (2,4 m3). - 214 places assises au total (24 en 1re et 190 en 2e classe). - Mis hors service en 1984. - Il sera restauré cosmétiquement uniquement (repeint à l'identique) dans les années à venir. |       |
| SNCB Autorail diesel 4505 (Type 605 - 605.005)                                                                                  | Ateliers Germain (Monceau-sur-Sambre), 1955                   | Hors service (en attente d'une restauration complète ou cosmétique). | - 23,8 m, 54,7 t, vitesse maximum : 80 km/h. - Capacité du réservoir à gazole : 700 L. - 139 places au total (93 assises + 40 debout + 6 strapontins en 2e classe). - Mis hors service et préservé en 2002. - Il sera restauré cosmétiquement uniquement (repeint à l'identique) dans les années à venir. |       |
| SNCB Locomotive diesel 7209 (Type 272 - 272.009)                                                                                | La Brugeoise et Nivelles, 1956                                | Hors service (en attente d'une restauration complète ou cosmétique). | - Disposition D - 4 essieux accouplés par bielles. - 12 m, 78 t, vitesse maximum : 50 km/h. - Capacité du réservoir à gazole : 4 000 L (4 m3). - Mise hors service en 1985. - Préservée depuis 1990. |       |
| SNCB Locomotive diesel 8035 (Type 260 - 260.035)                                                                                | Ateliers Belges Réunis, 1961                                  | Hors service (en attente d'une restauration complète ou cosmétique). | - Disposition C - 3 essieux accouplés par bielles. - 10 m, 52 t, vitesse maximum : 60 km/h. - Capacité du réservoir à gazole : 1 500 L (1,5 m3). - Mise hors service en 2003. - Préservée depuis 2023. |       |
| SNCB Locomotive diesel 8219 (Type 262 - 262.019) dite "Atlanta"                                                                 | Ateliers Belges Réunis, 1966                                  | Opérationnelle                                                       | - Disposition C - 3 essieux accouplés par bielles. - 11 m, 57 t, vitesse maximum : 60 km/h. - Capacité du réservoir à gazole : 3 000 L (3 m3). - Mise hors service et préservée en 2012. |       |
| SNCB Locomotive diesel 8441 (Type 250 - 250.041)                                                                                | Ateliers Belges Réunis, 1963                                  | Hors service (en attente d'une restauration complète ou cosmétique). | - Disposition C - 3 essieux accouplés par bielles. - 10 m, 55 t, vitesse maximum : 50 km/h. - Capacité du réservoir à gazole : 3 000 L (3 m3). - Mise hors service en 2005. - Préservée depuis 2018. |       |
| SNCB Locotracteur diesel 9152 (Type 231 - 231.142)                                                                              | La Brugeoise et Nivelles, 1964                                | Opérationnel                                                         | - Disposition B - 2 essieux accouplés par bielles. - 6 m, 35 t, vitesse maximum : 40 km/h. - Capacité du réservoir à gazole : 360 L. - Mis hors service en 2014. - Préservé depuis une date inconnue. |       |
| SNCB Locomotive diesel 5142 (Type 200 - 200.042)                                                                                | Cockerill (Liège) - ACEC, 1962                                | Hors service (en attente d'une restauration complète).               | - Disposition des essieux : deux bogies de 3 essieux moteurs dite Co'Co'. - 20 m, 113 t, vitesse maximum : 120 km/h (1950 ch). - Capacité du réservoir à gazole : 4 000 L (4 m3). - Mise hors service en 2003. - Préservée depuis 2008. |       |
| SNCB Locomotive diesel 5917 (Type 201 - 201.017)                                                                                | Cockerill (Liège), 1955                                       | Hors service (sert de banque d'organes pour la 5910).                | - Disposition des essieux : deux bogies de 2 essieux moteurs dite Bo'Bo'. - 16 m, 87 t, vitesse maximum : 120 km/h (1950 ch). - Capacité du réservoir à gazole : 4 000 L (4 m3). - Mise hors service en 1987. - Préservée depuis 2002. |       |
| SNCB Locomotive diesel 6306 (Type 212 - 212.206)                                                                                | La Brugeoise et Nivelles, 1966                                | Hors service (en attente d'une restauration complète ou cosmétique). | - Disposition des essieux : deux bogies de 2 essieux moteurs dite Bo'Bo'. - 16 m, 80 t, vitesse maximum : 120 km/h (1950 ch). - Capacité du réservoir à gazole : 3 000 L (3 m3). - Mise hors service et préservée en 2007. |       |
| SNCB Locomotive électrique 1187                                                                                                 | La Brugeoise et Nivelles/ACEC, 1986                           | Hors service (en attente d'une restauration complète).               | - Bi-tension : 1.500/3.000kv. - Disposition des essieux : deux bogies de 2 essieux moteurs dite Bo'Bo'. - 18 m, 85 t, vitesse maximum : 160 km/h. - Cette locomotive est équipée du système de sécurité moderne TBL1+ (Belgique) et de l'ATB (Pays-Bas). - Mise hors service et préservée en 2016. - Il est normalement prévu de la remettre en état de marche dans les années à venir. |       |
| SNCB Locomotive électrique 1602 (Type 160 - 160.002)                                                                            | La Brugeoise et Nivelles/ACEC, 1966                           | Hors service (en attente d'une restauration complète ou cosmétique). | - Quadritension : 1.500/3.000/15.000/25.000kv. - Disposition des essieux : deux bogies de 2 essieux moteurs dite Bo'Bo'. - 16 m, 82 t, vitesse maximum : 160 km/h. - Mise hors service en 2010. - Préservée depuis 2011. - Elle sera restaurée cosmétiquement uniquement (en livrée bleue à bandes jaunes) dans les années à venir. |       |
| SNCB Locomotive électrique 2001                                                                                                 | La Brugeoise et Nivelles/ACEC, 1975                           | Hors service (en attente d'une restauration complète ou cosmétique). | - Monotension : 3.000kv. - Disposition des essieux : deux bogies de 3 essieux moteurs dite Co'Co'. - 19 m, 110 t, vitesse maximum : 160 km/h. - Mise hors service en 2014. - Elle sera restaurée cosmétiquement uniquement (en livrée jaune à bandes bleues) dans les années à venir. |       |
| SNCB Locomotive électrique 2150                                                                                                 | La Brugeoise et Nivelles/ACEC, 1987                           | Hors service                                                         | - Monotension : 3.000kv. - Disposition des essieux : deux bogies de 2 essieux moteurs dite Bo'Bo'. - 18 m, 84 t, vitesse maximum : 160 km/h. - Mise hors service et préservée en 2023. |       |
| SNCB Locomotive électrique 2383 (Type 123 - 123.083)                                                                            | La Brugeoise et Nivelles, 1957                                | Hors service (en attente d'une restauration complète ou cosmétique). | - Monotension : 3.000kv. - Disposition des essieux : deux bogies de 2 essieux moteurs dite Bo'Bo'. - 18 m, 93 t, vitesse maximum : 130 km/h. - Mise hors service en 2010. - Préservée depuis 2012. - Cette locomotive a réalisé un record de vitesse de 206 km/h en 1969. - Elle sera restaurée cosmétiquement uniquement (en livrée de deux tons de vert) dans les années à venir. |       |
| SNCB Locomotive électrique 2711                                                                                                 | La Brugeoise et Nivelles/ACEC, 1982                           | Hors service                                                         | - Monotension : 3.000kv. - Disposition des essieux : deux bogies de 2 essieux moteurs dite Bo'Bo'. - 18 m, 84 t, vitesse maximum : 160 km/h. - Cette locomotive a réalisé le record du monde du remorquage du plus long train de voyageurs au monde (1 732 m de long) le 27 avril 1991 entre Gand et Ostende. |       |
| SNCB Automotrice électrique AM 35 - Série 00 - Type 1935 - 1 Voiture pilote + 2 voitures (no 215.212 + no 212.212 + no 213.012) | Ateliers métallurgiques de Nivelles, 1935                     | Hors service (restaurées cosmetiquement fin 2023).                   | - Première automotrice électrique de Belgique. - Cette automotrice est composée au total de 4 éléments. - Monotension : 3.000kv. - Disposition des essieux : B-B + 2-2 + 2-2 + B-B. - 91 m & 277 t pour l'ensemble. - Vitesse maximum : 120 km/h. - 353 places assises au total (116 en 1re et 237 en 2e classe). - Mise hors service en 1959. - Préservée depuis 1960. - Complètement restaurée (en état de marche) à l'occasion du 150e anniversaires des chemins de fer belges en 1985. - Seule la voiture pilote no 217.012 est visible au sein du musée national à Schaerbeek (Bruxelles). |       |
| SNCB Automotrice électrique no 002 - Série 00 - Type 1935 - no 952 - Ex-AM "Postale" - (no 221.802)                             | Ateliers métallurgiques de Nivelles/Ateliers de la Dyle, 1935 | Hors service (en attente d'une restauration complète).               | - Monotension : 3.000kv. - Automotrice composée de 2 éléments. - Disposition des essieux : B-B + 2-2 + 2-2 + B-B. - 45,5 m, 133 t, vitesse maximum : 120 km/h. - Mise hors service en 1959 par la SNCB. - Reprise et transformée par L'Atelier Central de Malines en rame "Postale" pour la Poste Belge en 1968. - Mise hors service en 1988. - Cette automotrice porte une livrée rouge avec deux lignes jaunes sur les deux faces avant. - Préservée depuis une date inconnue. |       |
| SNCB Automotrice électrique no 002 - Série 00 - Type 1939 - AM 39 - (no 228.002)                                                | Ateliers métallurgiques de Nivelles/Ateliers de la Dyle, 1939 | Hors service (en attente d'une restauration complète).               | - Monotension : 1.500kv. - Automotrice composée de 2 éléments. - Disposition des essieux : B-2 + 2-B. - 44 m, 134 t, vitesse maximum : 130 km/h. - 143 places assises au total (30 en 1re et 113 en 2e classe). - Mise hors service et préservée en 1976. - Cette automotrice porte une livrée verte. |       |
| SNCB Automotrice électrique no 039 - Série 00 - Type 1953 AS - AM 53 - (no 228.039)                                             | Énergie (Marcinelle), 1953                                    | Hors service (en attente d'une restauration complète).               | - Automotrice surnommée "AM Classiques". - Monotension : 3.000kv. - Automotrice composée de 2 éléments. - Disposition des essieux : A1-A1 + A1-A1. - 45 m, 116 t, vitesse maximum : 130 km/h. - 170 places assises au total (32 en 1re et 138 en 2e classe). - Mise hors service en 1995. - Préservée en 1996. - Cette automotrice porte une livrée verte. |       |
| SNCB Automotrice électrique no 600 - Série 05 - Type 1970 - AM70 (ex-AM "Airport")                                              | La Brugeoise et Nivelles/ACEC, 1970                           | Hors service (en attente d'une restauration complète).               | - Construite sous le numéro d'origine no 856. - Automotrice surnommée "AM Sabena". - Monotension : 3.000kv. - Automotrice composée de 2 éléments. - Disposition des essieux : A1-A1 + A1-A1. - 47 m, 127 t, vitesse maximum : 140 km/h. - 118 places assises au total (32 en 1re et 84 en 2e classe). - Mise hors service et préservée en 2013. - Cette automotrice a été en livrée "Airport City Express" puis en livrée bordeaux. - Elle sera complètement restaurée et repeinte dans sa livrée d'origine (de 1970) bleue à bandes blanches pour 2026. |       |
| SNCB Automotrice électrique no 660 - Série 05 - Type 1970 - AM70 JH                                                             | Ateliers Belges Réunis, 1971                                  | Hors service                                                         | - Automotrice surnommée "AM Classiques". - Monotension : 3.000kv. - Automotrice composée de 2 éléments. - Disposition des essieux : A1-A1 + A1-A1. - 46,61 m, 101 t, vitesse maximum : 140 km/h. - 180 places assises au total (28 en 1re et 152 en 2e classe). - Mise hors service (commerciale) le 15 décembre 2024 (sauvegardée officiellement depuis cette date). |       |
| SNCB Automotrice électrique no 810 - Série 08 - Type 1975 - AM75/AM800                                                          | La Brugeoise et Nivelles, 1976                                | Hors service                                                         | - Automotrice surnommée "Nez de Cochons". - Monotension : 3.000kv. - Automotrice composée de 4 éléments au total (2 éléments de cette automotrice ont été sauvegardées). - Disposition des essieux : 2'2' + Bo'Bo' + Bo'Bo' + 2'2'. - 100 m, 257 t, vitesse maximum : 140 km/h. - 358 places assises au total (56 en 1re et 302 en 2e classe). - Mise hors service en 2019. - Cette automotrice porte une livrée bordeaux. |       |
| SNCB/Eurostar Motrice TGV "TMST" (British Rail Class 373) no 3106 & 1 voiture d'extrémité adjacente (Remorque R9) - no 3105     | Alstom (Saint-Ouen-sur-Seine - France), 1993                  | Hors service (en attente d'une restauration complète).               | - 22 m + 18 m, 000 t, vitesse maximum : 300 km/h. - Ce TGV (no 3106/no 3105) est celui qui a inauguré officiellement (par le couple royal de l'époque, Albert II et la reine Paola) la relation internationale entre les gares de Bruxelles-Midi et London Waterloo (en Angleterre) le 13/10/1994. - Préservée depuis 2018. - Elles seront entièrement restaurées (nettoyées et repeintes) dans leurs livrées d'origine (1993) pour 2026. |       |
| Grue à main no A 362/97 | La Brugeoise, Nicaise et Delcuve, 1895/96.                    | Hors service                                                         | - 6 m, 12 t. - Capacité de levage : 6 t. - Elle fut utilisée au dépôt "ES" (électricité et signalisation) d'Etterbeek (Bruxelles). |       |

### Voitures à voyageurs & fourgons
| Matricule                                                                    | Constructeur et date                      | État actuel                                                   | Origine et informations techniques | Photo |
| ---------------------------------------------------------------------------- | ----------------------------------------- | ------------------------------------------------------------- | --- | ----- |
| SNCB Voiture GCI - C7 (3e classe) - no 93.064 (ex-no 943-814) (ou no 14.064) | Constructeur inconnu, 1900-02.            | Hors service (épave, en attente d'une restauration complète). | - 15 m, 00 t, vitesse maximum : 80 km/h. - 60 places assises. |       |
| SNCB Voiture GCI - C8 (3e classe) - no 96.840                                | Constructeur inconnu, entre 1908-1913.    | Hors service                                                  | - 15 m, 00 t, vitesse maximum : 80 km/h. - 86 places assises. |       |
| SNCB Voiture GCI - GV (fourgon) - no 19.138 (ex no 99.211)                   | Constructeur inconnu, entre 1901-1913.    | Hors service (épave, en attente d'une restauration complète). | - 12 m, 20 t, vitesse maximum : 80 km/h. |       |
| SNCB Voiture L - A8 (1re classe) - no 31.105                                 | Usines Ragheno, 1935                      | Hors service (en cours de restauration complète).             | - 19 m, 38 t, vitesse maximum : 120 km/h. - 64 places assises. - Numéro UIC : 60 88 18-20 405-9. - Elle sera complètement restaurée et opérationnelle pour 2026. |       |
| SNCB Voiture L - A8 (1re classe) - no 31.113                                 | Usines Ragheno, 1935                      | Hors service (en cours de restauration complète).             | - 19 m, 38 t, vitesse maximum : 120 km/h. - 64 places assises. - Numéro UIC : 60 88 18-26 413-9. - Elle sera complètement restaurée et opérationnelle pour 2026. |       |
| SNCB Voiture L - B10 (2e classe) - no 32.011                                 | CCC, 1933                                 | Hors service (en cours de restauration complète).             | - 19 m, 37 t, vitesse maximum : 120 km/h. - 97 places assises. - Numéro UIC : 60 88 20-20 411-3. - Elle sera complètement restaurée et opérationnelle pour 2026. |       |
| SNCB Voiture L - B10 (2e classe) - no 32.037                                 | CCC, 1933                                 | Hors service (en cours de restauration complète).             | - 19 m, 37 t, vitesse maximum : 120 km/h. - 97 places assises. - Numéro UIC : 60 88 20-20 437-8. - Elle sera complètement restaurée et opérationnelle pour 2026. |       |
| SNCB Voiture L - B10 (2e classe) - no 32.143                                 | Anglo-Franco-Belge, 1933                  | Hors service (en cours de restauration complète).             | - 19 m, 37 t, vitesse maximum : 120 km/h. - 97 places assises. - Numéro UIC : 60 88 20-20 543-3. - Elle sera complètement restaurée et opérationnelle pour 2026. |       |
| SNCB Voiture L - A5D (1re classe + fourgon) - no 38.005                      | Usines Ragheno, 1934                      | Hors service (sert de banque d'organes ?).                    | - Sert pour pièces à l'atelier de Cuemes (Mons) ?. - 19 m, 36 t, vitesse maximum : 120 km/h. - 39 places assises au total (38 places + 1 strapontin). - Numéro UIC : 50 88 81-26 405-7. |       |
| SNCB Voiture L - A5D (1re classe + fourgon) - no 38.010                      | Usines Ragheno, 1934                      | Hors service (sert de banque d'organes ?).                    | - Sert pour pièces à l'atelier de Cuemes (Mons) ?. - 19 m, 36 t, vitesse maximum : 120 km/h. - 39 places assises au total (38 places + 1 strapontin). - Numéro UIC : 50 88 20-26 410-7. |       |
| SNCB Voiture L - B6D (2e classe + fourgon) - no 39.025                       | Ateliers de Seneffe, 1934                 | Hors service (en cours de restauration complète).             | - 19 m, 37 t, vitesse maximum : 120 km/h. - 60 places assises. - Numéro UIC : 60 88 82-20 425-8. - Elle sera complètement restaurée et opérationnelle pour 2026. |       |
| SNCB Voiture K1 - A9 (1re classe) - no 21.008                                | Baume et Marpent, 1933                    | Hors service (en attente d'une restauration complète).        | - 23 m, 43 t, vitesse maximum : 140 km/h. - 70 places assises au total (64 places + 6 strapontins). - Cette voiture porte une livrée verte. - Numéro UIC : 60 88 18-18 008-5. |       |
| SNCB Voiture K1 - A9 (1re classe) - no 21.015                                | Baume et Marpent, 1934                    | Opérationnelle                                                | - 23 m, 43 t, vitesse maximum : 140 km/h. - 70 places assises au total (64 places + 6 strapontins). - Numéro UIC : 60 88 18-18 015-0. - Cette voiture a été complètement restaurée et repeinte en livrée deux tons de vert en juillet 2023. |       |
| SNCB Voiture K1 - A9 (1re classe) - no 21.017                                | Baume et Marpent, 1934                    | Hors service (en attente d'une restauration complète).        | - 23 m, 43 t, vitesse maximum : 140 km/h. - 70 places assises au total (64 places + 6 strapontins). - Numéro UIC : 60 88 18-18 017-6. |       |
| SNCB Voiture K1 - A9 (1re classe) - no 21.030                                | Baume et Marpent, 1934                    | Hors service (en attente d'une restauration complète).        | - 23 m, 43 t, vitesse maximum : 140 km/h. - 70 places assises au total (64 places + 6 strapontins). - Numéro UIC : 60 88 18-18 030-9. |       |
| SNCB Voiture M2 - A10 (1re classe) - no 41.022                               | Ateliers de Familleureux, 1959            | Hors service (en attente d'une restauration complète).        | - 24 m, 35 t, vitesse maximum : 140 km/h. - 106 places au total (68 places assises + 30 debout). - Numéro UIC : 60 88 18-18 622-3. |       |
| SNCB Voiture M2 - B11 (2e classe) - no 42.306                                | La Brugeoise, Nicaise et Delcuve, 1958    | Hors service (en attente d'une restauration complète).        | - 24 m, 34 t, vitesse maximum : 140 km/h. - 136 places au total (106 places assises + 30 debout). - Numéro UIC : 60 88 20-18 606-2. |       |
| SNCB Voiture M2 - B11 (2e classe) - no 42.329                                | La Brugeoise, Nicaise et Delcuve, 1958    | Hors service (sert de banque d'organes).                      | - 24 m, 34 t, vitesse maximum : 140 km/h. - 136 places au total (106 places assises + 30 debout). - Numéro UIC : 60 88 20-18 629-4. |       |
| SNCB Voiture M2 - B11 (2e classe) - no 42.367                                | La Brugeoise, Nicaise et Delcuve, 1959    | Hors service (en attente d'une restauration complète).        | - 24 m, 34 t, vitesse maximum : 140 km/h. - 136 places au total (106 places assises + 30 debout). - Numéro UIC : 60 88 20-18 667-4. |       |
| SNCB Voiture M2 - B11 (2e classe) - no 42.503                                | Ateliers Germain, 1958                    | Hors service (en attente d'une restauration complète).        | - 24 m, 34 t, vitesse maximum : 140 km/h. - 136 places au total (106 places assises + 30 debout). - Numéro UIC : 60 88 20-18 803-5. |       |
| SNCB Voiture M2 - B11 (2e classe) - no 42.506                                | Ateliers Germain, 1958                    | Hors service (en attente d'une restauration complète).        | - 24 m, 34 t, vitesse maximum : 140 km/h. - 136 places au total (106 places assises + 30 debout). - Numéro UIC : 60 88 20-18 806-8. |       |
| SNCB Voiture M2 - A5B5 (1re/2e classe) - no 43.269                           | Anglo-Franco-Belge, 1959                  | Hors service (en attente d'une restauration complète).        | - 24 m, 35 t, vitesse maximum : 140 km/h. - 113 places au total (36 places assises + 15 debout en 1re classe et 47 places assises + 15 debout en 2e classe). - Numéro UIC : 60 88 39-18 669-9. |       |
| SNCB Voiture M2 - B7D (2e classe + fourgon et snack-bar) - no 49.911         | Ateliers de la Dyle, 1959                 | Hors service (en attente d'une restauration complète).        | - 24 m, 32 t, vitesse maximum : 140 km/h. - 80 places au total (65 places assises + 15 debout). - Numéro UIC : 60 88 87-18 611-2. |       |
| SNCB Voiture I1 - B11 (2e classe) - no 12.071                                | Ateliers de Familleureux, 1939            | Hors service (en attente d'une restauration complète).        | - 22 m, 50 t, vitesse maximum : 140 km/h. - 88 places assises. - Mise hors service en 1980. - Cette voiture porte une livrée verte. - Numéro UIC : 51 88 21-40 158-6. |       |
| SNCB Voiture I2 - Buffet/Resto AR (1er classe + buffet) - no 11.909          | Usines Ragheno, 1952 (sous le no 11.134). | Hors service (en attente d'une restauration complète).        | - 22 m, 32 t, vitesse maximum : 160 km/h. - Transformé par cette même usine en 1963. - 38 places au total (18 assises + 20 pour la partie buffet). - Mise hors service en 1988. - Cette voiture porte une livrée orange avec une ligne blanche. - Elle sera complètement restaurée (cosmétiquement et intérieurement) pour 2026. - Numéro UIC : 51 88 84-80 209-2.                                                   |       |
| SNCB Voiture I5 - Bc10 (2e classe) - no 14.530                               | La Brugeoise, Nicaise et Delcuve, 1967    | Hors service (en attente d'une restauration complète).        | - Ancienne voiture internationale couchette. - 26 m, 47 t, vitesse maximum : 160 km/h. - 60 places assises (ou couchettes) ainsi que 6 compartiments de 6 couchettes superposées. - Cette voiture porte une livrée bleue. - Elle sera complètement restaurée (cosmétiquement et intérieurement) et repeinte dans une des livrées dites "RailTour" (non déterminer pour le moment). - Numéro UIC : 51 88 50-70 530-3. |       |
| SNCB Fourgon "RIC" (type longs) no 17.001                                    | Ateliers Germain, 1933                    | Ferraillée (depuis 2022 à la suite d'un incendie).            | - Fourgon ex-no 14.001. - 19 m, 37 t, vitesse maximum : 140 km/h. - Mis hors service en 1980. - Ce fourgon porte une livrée verte. |       |

- 8 voitures M4 (SNCB) : 24 m, vitesse maximum : 160 km/h. Toutes sont hors service mais elles seront entièrement restaurées et opérationnelles dans les années à venir.
  - X A9 (1re classe) : no 00.000 (numéro inconnu pour le moment). Construite par La Brugeoise, Nicaise et Delcuve en 19xx?. 38 t, 72 places assises au total.
  - X B11 (2e classe) : no 00.000 (numéro inconnu pour le moment). Construite par La Brugeoise, Nicaise et Delcuve en 19xx?. 39 t, 104 places assises au total.
  - X A7D (1re classe + fourgon) : no 00.000. Construite par La Brugeoise, Nicaise et Delcuve en 19xx? 37 t, 56 places assises au total.

### Voitures spéciales
| Matricule                                                                        | Constructeur et date | État actuel                                                   | Origine et informations techniques | Photo |
| -------------------------------------------------------------------------------- | --- | ------------------------------------------------------------- | --- | ----- |
| Voiture "Cinéma" - no 41                                                         | Usines Ragheno, 1939 | Hors service (en attente d'une restauration complète).        | - Il s'agit d'une ancienne remorque no 213.207 (ex no 8831) de type 1939 venant d'une automotrice électrique de type AM 35 et transformé par "l'Atelier Central de Malines" en 1975. - 58 places assises au total (48 pour la salle de cinéma + 10 pour la salle de conférence). - 22 m, 44 t, vitesse maximum : 120 km/h. |       |
| Fourgon Royal no 8 dit "Bureau du roi"                                           | CCC, 1938 | Hors service (en cours de restauration complète).             | - Ancien fourgon "RIC" (type long) no 14.019 transformé en 1946. - Il est équipé d'une vigie et de plusieurs compartiments fourgon transformé en un petit bureau, un bureau pour le roi ainsi qu'une une chambre. - 19 m, 42 t, vitesse maximum : 150 km/h. - Mis hors service en 1991. - Ce fourgon sera incorporé dans la composition des futurs trains historiques qui circuleront sur le réseau de la SNCB (Infrabel) dans un avenir relativement lointain. |       |
| Fourgon "DMS" - no 57                                                            | Ateliers de Familleureux, 1978                                                                                            | Hors service                                                  | - Ancien fourgon à bagages, numéro d'origine no 17.416. - 26 m, 39 t, vitesse maximum : 160 km/h. - Numéro UIC : 60 88 99-00 057-4. - Ancien fourgon-atelier du train de relevage de Hasselt. - Il sera repeint dans la livrée dite "RailTour" (orange avec bande arc-en-ciel) ou il sera placé derrière le musée national (Bruxelles) pour servir de local de service. |       |
| Fourgon "DMS" - no 17.406                                                        | Ateliers de Familleureux, 1978                                                                                            | Opérationnel                                                  | - Ancien fourgon à bagages. - 26 m, 39 t, vitesse maximum : 160 km/h. - Numéro UIC : 51 88 95-70 906-2. - Acquis et transformé fin 2021. - Ce fourgon porte une livrée spéciale à l'effigie du musée national, mais devrait bientôt être repeint dans sa livrée d'origine (orange à bandes blanches). - Au départ il devait être intégré dans les futures circulations historiques comme local technique et de vestiaire, Il sera remplacé par le fourgon royal no 8. |       |
| Fourgon "DMS" - no 17.414                                                        | Ateliers de Familleureux, 1978                                                                                            | Hors service                                                  | - Ancien fourgon à bagages. - 26 m, 39 t, vitesse maximum : 160 km/h. - Numéro UIC : 51 88 95-70 914-6. - Acquis fin 2023. - Ce fourgon devrait servir de magasin de pièces. |       |
| Voiture Royale A3 (A2) dite "Restaurant/Conférence"                              | Compagnie générale de construction (filiale de la Compagnie Internationale des Wagons-Lits) à Saint-Denis - France), 1905 | Hors service (état d'exposition).                             | - Ancienne voiture royale du train de Léopold II et Albert Ier. - Elle est équipée d'une grande salle à manger et de conférence, d'un local de service, d'un coin lavabo et de toilettes. - 19 m, 42 t, vitesse maximum : 000 km/h. - Entièrement restaurée pour l'exposée au musée le temps d'une exposition temporaire sur les "Trains Royaux" en 2022. |       |
| Voiture Royale A7 (B1) dite "Salon/Salle à manger"                               | Construite en Belgique (constructeur inconnu), 1912                                                                       | Hors service (état d'exposition).                             | - Ancienne voiture royale du train de Léopold II et Albert Ier. - Elle est équipée d'un salon luxueux et d'une petite salle à manger (qui prennent la largeur totale de la voiture). - 19 m, 40 t, vitesse maximum : 000 km/h. - Entièrement restaurée pour l'exposée au musée national le temps d'une exposition temporaire sur les "Trains Royaux" en 2022. |       |
| Voiture Royale no 2 dite "Salle à manger"                                        | Atelier Central de Malines, 1939                                                                                          | Hors service (état d'exposition).                             | - Ancienne voiture royale du train de Léopold III et Baudouin Ier. - Elle est équipée d'une cuisine avec un évier et des armoires, un dressoir avec un grand frigo, d'une petite salle à manger avec une table et 4 fauteuils, d'une grande salle à manger avec deux tables et 12 fauteuils, 3 compartiments pour la suite royale avec un lit et d'un cabinet de toilette. - 23 m, 59 t, vitesse maximum : 150 km/h. - Entièrement restaurée pour l'exposée au musée national le temps d'une exposition temporaire sur les "Trains Royaux" en 2022. |       |
| Voiture Royale no 3 dite "Lits"                                                  | Atelier Central de Malines, 1939                                                                                          | Hors service (état d'exposition).                             | - Ancienne voiture royale du train de Léopold III et Baudouin Ier. - Elle est équipée d'un compartiment pour le domestique du roi (avec un lit, une garde-robe, un lavabo et un miroir), d'un compartiment pour le domestique de la reine (plus 2 compartiments : un pour la dame d'honneur de la reine et un pour la coiffeuse de la reine), la chambre et la salle de bain du roi, la chambre et la salle de bain de la reine, un salon avec une table et 2 fauteuils, d'un cabinet de toilette et d'un office. - 23 m, 60 t, vitesse maximum : 150 km/h. - Actuellement non restaurée (en attente d'une restauration complète).                                                |       |
| Train École de la Signalisation (T.E.S) - Voiture no 4 dite "Cabines mécaniques" | Baume et Marpent, 1931/32                                                                                                 | Hors service (épave, en attente d'une restauration complète). | - Voiture de type "J" (ex Chemins de fer de l'État belge). - Numéro d'origine : no 947/221 - no 16.253. - 19 m, 00 t, vitesse maximum : 000 km/h. - Cette voiture est aménagée avec divers éléments de cabine de signalisation électrique de type "Saxby", "Siemens" et "ACEC". - Mise hors service fin 1986. - Ce train était composé de 3 autres voitures distinctes (malheureusement toutes ferraillées) : - Voiture no 1 dite "Laboratoire". Construite par les Ateliers de Familleureux en 1939. - Voiture no 2 dite "Auditoire". Construite par les Usines Ragheno en 1933. - Voiture no 3 dite "Cabines électriques". Construite par les Ateliers de Familleureux en 1939. |       |

- 5 voitures du VSOE :
  - La voiture Restaurant no 2974.
  - La voiture Lits "LX" no 3489.
  - La voiture Lits "YTb" no 3907.
  - La voiture Pullman "Étoile du Nord" Bar no 4121.

Ces voitures sont la propriété du groupe Belmond, acheté au départ pour le VSOE (Venise-Simplon-Orient-Express), elles sont à l'abandon depuis près de 20 ans. Leur avenir est incertain ...

### Wagons de marchandises
| Matricule                                        | Constructeur et date             | État actuel  | Origine et informations techniques | Photo |
| ------------------------------------------------ | -------------------------------- | ------------ | --- | ----- |
| Fourgon "Ballon" - no 10036                      | Constructeur inconnu, 1874       | Hors service | - Wagon à 2 essieux. - 7 m, 11 t, vitesse maximum : 00 km/h.                                                                                                |       |
| Fourgon "Flamme" - no 11955                      | Usines Ragheno, 1925             | Hors service | - Wagon à 2 essieux. - 8 m, 20 t, vitesse maximum : 00 km/h.                                                                                                |       |
| Wagon fermé HG Gbs - no 40 88 958 2 817-1        | Constructeur inconnu, 1971       | Hors service | - Wagon de type fermé. - 00 m, 00 t, vitesse maximum : 00 km/h.                                                                                             |       |
| Wagon-rampe - no UKR 89                          | Constructeur et date inconnue.   | Hors service | - Ce wagon a servi de rampe pour le chargement et déchargement de chars durant la 2e guerre mondiale (1939-1945). - 6 m, 12 t. - Capacité de charge : 50 t. |       |
| Wagon à Benne - no 44 88 400 6771-5              | Constructeur inconnu, 1938       | Hors service | - Wagon à 2 essieux qui était utilisé pour le transport de charbon. - 10 m, 13 t, vitesse maximum : 00 km/h. - Mis hors service en 1991.                    |       |
| Wagon à plancher surbaissé - no 82 88 994 0000-0 | Atelier Central de Malines, 1959 | Hors service | - Wagon de type 3000S1. - 26 m, 60 t, vitesse maximum : 00 km/h. - Capacité de charge : 80 t. - Mis hors service en 1992.                                   |       |
| Wagon-pupitre - no 31 88 992 2017-8              | Stahlwerk (allemagne), 1970      | Hors service | - Wagon de type 3000B7. - 21 m, 27 t, vitesse maximum : 000 km/h.                                                                                           |       |

### Les matériels ferroviaires mis en prêt ou cédés aux associations ferroviaires belges
Les matériels suivants ont été mis en prêt ou cédés dans les quatre asbl ferroviaires belges à savoir le CFV3V (Musée du Chemin de Fer à Treignes), le PFT (Saint-Ghislain), le SME (Maldegem) et le SDP (Baasrode) :

#### AuChemin de fer à vapeur des Trois Vallées (CFV3V)
| Matricule                                                                 | Constructeur et date | État actuel                                                | Origine et informations techniques | Photo |
| ------------------------------------------------------------------------- | --- | ---------------------------------------------------------- | --- | ----- |
| SNCB Locomotive à vapeur 1.002 (Type 1) et son tender no 38.134 (Type 1)  | "Consortium Belge de Constructeurs de locomotives" (composé des constructeurs suivants : Cockerill, Ateliers métallurgiques de Tubize, Haine-Saint-Pierre & La Meuse), 1935 | Hors service (exposée au musée de Treignes).               | - Locomotive de type 231, utilisée pour les trains express "lourds". - 25 m, 209 t (locomotive & tender), vitesse maximum : 140 km/h (2500 cv ou 2700 cv ou 3.400 ch). - Timbre chaudière : 18 kg/cm2. - Capacité de la soute à charbon (Tender) : 10,5 t. - Capacité de la soute à eau (Tender) : 38 000 L (38 m3). - Mise hors service en 1962. - Préservée depuis 1970. - Remise en service à la fin années 1980 jusqu'en 1999 ou elle tombera en panne. - Mise en prêt par le musée national depuis 2006. |       |
| SNCB Locomotive à vapeur 7.039 (Type 7) et son tender no 24.365 (Type 18) | FUF HSP, 1922 | Hors service (exposée au musée de Treignes).               | - Locomotive de type 230, utilisée pour les trains express "léger". - Ex-Chemins de fer de l'État belge no 4639. - 19 m, 138 t (locomotive & tender), vitesse maximum : 110 km/h (1600 cv). - Timbre chaudière : 16 kg/cm2. - Capacité de la soute à charbon (Tender) : 7 t. - Capacité de la soute à eau (Tender) : 24 000 L (24 m3). - Mise hors service en 1962. - Préservée depuis 1970. - Mise en prêt par le musée national depuis 2021.                                                                |       |
| SNCB Locomotive à vapeur 16.042 (Type 16)                                 | Ateliers métallurgiques de Tubize, 1909 | Hors service (exposée au musée de Treignes).               | - Locomotive de type 220T, utilisée pour la déserte locale. - Ex-Chemins de fer de l'État belge no 3942. - 12 m, 69 t, vitesse maximum : 100 km/h (980 cv). - Timbre chaudière : 12,5 kg/cm2. - Capacité de la soute à charbon : 4 t. - Capacité de la soute à eau : 6 500 L (6,5 m3). - Mise hors service en 1964. - Préservée depuis 1970. - Mise en prêt par le musée national depuis 2006. |       |
| SNCB Locomotive à vapeur 53.320 (Type 53)                                 | Ateliers de Construction de Boussu, 1906 | Hors service (exposée au musée de Treignes).               | - Locomotive de type 040T, utilisée pour les manœuvres. - Ex-Chemins de fer de l'État belge no 5620. - 10 m, 67 t, vitesse maximum : 45 km/h (700 cv). - Timbre chaudière : 12,25 kg/cm2. - Capacité de la soute à charbon : 3 t. - Capacité de la soute à eau : 7 000 L (7 m3). - Mise hors service en 1966. - Préservée depuis 1970. - Mise en prêt par le musée national depuis 2013. - Surnom de ce type de locomotive : "La Cuisinière".                                                                 |       |
| SNCB Locomotive diesel 8319 (Type 253 - 253.019)                          | La Brugeoise et Nivelles, 1956 | Opérationnelle (après une restauration complète).          | - Locomotive utilisée pour les manœuvres. - Disposition C - 3 essieux accouplés par bielles. - 10 m, 57 t, vitesse maximum : 50 km/h. - Capacité du réservoir à gazole : 3 000 L (3 m3). - Mise hors service en 1994. - Préservée depuis 1995. - Cédée à l'asbl par le musée national en 2013. - Remise en état de marche par l'asbl en 2016. |       |
| SNCB Autorail diesel 622.13 (ex Type 622 dit "Petit Brossel")             | Atelier Central de Malines, 1939 | Hors service                                               | - 11 m, 22 t, vitesse maximum : 58 km/h. - Capacité du réservoir à gazole : 000 L. - 86 places au total (76 places assises + 10 strapontins). - Transformé en autorail ES (Électricité et Signalisation) sous le no 301 en 1960. - Mis hors service et préservée en 1995. - Cédé à l'asbl par le musée national en 2014. - Complètement restaurée et renuméroté en type 511 "Brossel" (no 551.34) par l'asbl.                                                                                                 |       |
| SNCB Autorail diesel 608.05 (Type 608)                                    | FUF HSP, 1939 | Hors service (exposée au musée de Treignes).               | - 23 m, 55 t, vitesse maximum : 126 km/h. - Capacité du réservoir à gazole : 000 L. - 74 places assises au total (10 en 2e et 64 en 3e classe). - Mis hors service en 1966. - Préservée depuis 1970. - Mise en prêt par le musée national depuis 2006. - Surnom de ce type d'autorail : "La femme enceinte". |       |
| SNCB Autorail diesel 654.02 (Type 654)                                    | Baume et Marpent, 1936 | Hors service (épave, en cours de restauration cosmétique). | - 00 m, 00 t, vitesse maximum : 155 km/h. - Mis hors service en 1966. - Épave et manque 2 éléments. - Préservée depuis 1980. - Cédé à l'asbl par le musée national en 2019. - La face avant a été repeinte (le reste sera refait dans les années à venir). |       |
| SNCB Locomotive électrique 2912 (Type 101 - 101.012)                      | Baume et Marpent, 1949 | Hors service (exposée au musée de Treignes).               | - Monotension : 3.000kv. - Disposition des essieux : deux bogies de 2 essieux moteurs dite Bo'Bo'. - 13 m, 81 t, vitesse maximum : 100 km/h. - Mise hors service en 1984. - Mise en prêt par le musée national depuis une date inconnue. |       |
| SNCB Locomotive électrique 2005                                           | La Brugeoise et Nivelles/ACEC, 1975 | Hors service (exposée au musée de Treignes).               | - Monotension : 3.000kv. - Disposition des essieux : deux bogies de 3 essieux moteurs dite Co'Co'. - 19 m, 110 t, vitesse maximum : 160 km/h. - Mise hors service en 2013. - Achetée par le musée de Treignes en 2018. |       |
| SNCB Voiture N - B9 (2e classe) - no 32.303                               | Anglo-Franco-Belge, 1930 | Hors service (en attente d'une restauration complète).     | - Voiture dite du "Nord-Belge" (Chemins de fer de l'État belge). - Voiture du trafic international puis intérieur. - 72 places assises. - 20 m, 45 t, vitesse maximum : 120 km/h. - Mise hors service en 1976. - Cette voiture a été transférée par transport routier en 2015 (don du musée national). - Numéro UIC : 50 88 29-26 403-7. |       |
| SNCB Voiture N - C11 (3e classe) - no 32.402                              | Baume et Marpent, 1930 | Hors service (en attente d'une restauration complète).     | - Voiture dite du "Nord-Belge" (Chemins de fer de l'État belge). - Voiture du trafic international puis intérieur. - 88 places assises. - 20 m, 44 t, vitesse maximum : 120 km/h. - Mise hors service en 1976. - Cette voiture a été transférée par transport routier en 2015 (don du musée national). - Numéro UIC : 50 88 21-26 402-7. |       |
| SNCB Voiture N - CD7 (3e classe + fourgon) - no 39.104                    | Baume et Marpent, 1930 | Opérationnelle (depuis 2018).                              | - Voiture dite du "Nord-Belge" (Chemins de fer de l'État belge). - Voiture du trafic international puis intérieur. - 57 places au total (56 assises + 1 strapontin). - 20 m, 43 t, vitesse maximum : 120 km/h. - Mise hors service en 1976. - Cette voiture a été transférée par transport routier en 2015 (don du musée national). - Complètement restaurée et opérationnelle depuis 2018. - Numéro UIC : 50 88 82-26 433-8.                                                                                 |       |
| SNCB Voiture K1 - A9 (1re classe) - no 21.026                             | Baume et Marpent, 1934 | Opérationnelle (après une restauration complète).          | - Voiture du trafic intérieur. - 70 places assises au total (64 places + 6 strapontins). - 23 m, 34 t, vitesse maximum : 140 km/h. - Don du musée national en 2015. - Numéro UIC : 50 88 18-66 004-7. |       |
| SNCB Voiture "Royal" no 4 dite "Voiture des Princes"                      | La Brugeoise, Nicaise et Delcuve, 1933 | Hors service (exposée au musée de Treignes).               | - Il s'agit d'une ancienne voiture de type I1 (SNCB) (I1-a2b6 - no 10.064) de 1re/2e classe transformé en 1939. - Une salle de conférence a été aménagée et fut utilisée par les enfants de Léopold II et ultérieurement par les dignitaires (et des membres de la direction de la SNCB) qui accompagnaient le roi Baudouin. - 38 places assises. - 22 m, 49 t, vitesse maximum : 150 km/h. - Mise hors service en 1991. - Mise en prêt par le musée national à l'asbl depuis 2015.                           |       |
| SNCB Voiture "Royal" no 10 dite "Voiture d'inspection"                    | La Brugeoise, Nicaise et Delcuve, 1939 | Hors service (exposée au musée de Treignes).               | - Il s'agit d'une ancienne voiture de type I1 (SNCB) (I1-a2b6 - no 10.081) de 1re/2e classe transformé en 1945. - Elle est équipée d'une cuisine, d'un dressoir, d'un office, de deux compartiments de 6 places, deux salons (dont un panoramique), d'une chambre avec un lit et un WC. - 22 m, 49 t, vitesse maximum : 150 km/h. - Mise hors service en 1984. - Mise en prêt par le musée national à l'asbl depuis 2015.                                                                                     |       |
| Wagon de marchandises no 9071 dit "Hasselt" (no 30-88-943-2-549-4)        | Constructeur inconnu, 1912 | Hors service (exposée au musée de Treignes).               | - Fourgon de type fourgon "Chapelles". - Construit pour la Compagnie du Nord-Belge. - 7 m, 20 t, vitesse maximum : 00 km/h. - Mis hors service en 1956. - Mis en prêt par le musée national depuis une date inconnue. |       |

#### AuPatrimoine Ferroviaire et Tourisme (PFT)
| Matricule                                                                       | Constructeur et date                   | État actuel                                                          | Origine et informations techniques | Photo |
| ------------------------------------------------------------------------------- | -------------------------------------- | -------------------------------------------------------------------- | --- | ----- |
| SNCB Draisine d'inspection (Type 2) no 201 (no 380.25.201.60)                   | Perkins, 1949                          | Hors service (en attente d'une restauration complète).               | - Ancienne draisine (ou Lorry) d'inspection des voies ferrées mais aussi pour le transport des ouvriers et du matériel requis pour l'entretien des voies. - 7 m, 15 t, vitesse maximum : 70 km/h. - Capacité du réservoir à gazole : 225 L. - Don du musée national depuis une date inconnue. - Numéro UIC : Inconnu. |       |
| SNCB Locomotive diesel 7103 (Type 271 - 271.003)                                | Baume et Marpent, 1957                 | Hors service (en attente d'une restauration complète).               | - Locomotive utilisée pour les manœuvres et certains trains de marchandises. - Disposition D - 4 essieux accouplés par bielles. - 11 m, 89 t, vitesse maximum : 50 km/h. - Capacité du réservoir à gazole : 3 000 L (3 m3). - Mise hors service et préservée en 1979. - Cédé à l'asbl par le musée national en 2013.  |       |
| SNCB Automotrice électrique no 027 - Série 00 - Type 1950 - AM50 - (no 228.027) | La Brugeoise & Delcuve, 1950           | Hors service (exposée au musée "Rétro-Train" à Saint-Ghislain).      | - Monotension : 3.000kv. - Automotrice composée de 2 éléments. - Disposition des essieux A1-A1 + A1-A1. - 45 m, 93 t, vitesse maximum : 130 km/h. - Mise hors service en 1995. - Préservée depuis 1996. - Cédé à l'asbl par le musée national en 2013.                                                                |       |
| SNCB Locomotive électrique 2801 (Type 120 - 120.001)                            | Baume et Marpent, 1950                 | Hors service (en attente d'une restauration complète ou cosmétique). | - Monotension : 3.000kv. - Disposition des essieux : deux bogies de 2 essieux moteurs dite Bo'Bo'. - 17 m, 85 t, vitesse maximum : 130 km/h. - Mise hors service en 1998. - Préservée depuis 2004. - Cédé à l'asbl par le musée national en 2014.                                                                     |       |
| SNCB Locomotive électrique 2913 (Type 101 - 101.013)                            | Baume et Marpent, 1949                 | Hors service (en attente d'une restauration complète ou cosmétique). | - Monotension : 3.000kv. - Disposition des essieux : deux bogies de 2 essieux moteurs dite Bo'Bo'. - 13 m, 81 t, vitesse maximum : 100 km/h. - Mise hors service en 1984. - Cédé à l'asbl par le musée national en 2011.                                                                                              |       |
| SNCB Voiture "TEE" (Trans-Europ-Express) PBA - B9½tu - (2e classe) - no 151     | La Brugeoise, Nicaise et Delcuve, 1964 | Hors service (exposée au musée "Rétro-Train" à Saint-Ghislain).      | - 25 m, 49 t, vitesse maximum : 160 km/h. - 76 places assises. - Mise hors service en 1997. - Céder par le musée national à l'asbl depuis une date inconnue. - Numéro UIC : 61 88 29-89 980-5. |       |
| SNCB Remorque d'autorail no 734.05 (Type 734 - RAW B8 - A6D)                    | Atelier Central de Malines, 1956       | Hors service (exposée au musée "Rétro-Train" à Saint-Ghislain).      | - Voiture construite sous le no 73.405. - 16 m, 20 t, vitesse maximum : 90 km/h. - 78 places au total (58 places assises + 20 debout) en 2e classe. - Céder à l'asbl par le musée national depuis une date inconnue. - Numéro UIC : 50 88 27-29 584-3.                                                                |       |
| SNCB Fourgon à 2 essieux no 46 88 957 2202-2                                    | Constructeur inconnu, 1948-49          | Hors service (exposée au musée "Rétro-Train" à Saint-Ghislain).      | - 7 m, 12 t, vitesse maximum : 00 km/h. - Céder à l'asbl par le musée national depuis une date inconnue. |       |
| Grue à main A210.48                                                             | La Brugeoise, Nicaise et Delcuve, 1870 | Hors service (exposée).                                              | - 0 m, 00 t. - Capacité de levage : 2 t. - Mise en prêt par le musée national depuis une date inconnue. |       |

#### Au Stoomtrein Maldegem Eeklo (SME)
| Matricule                                            | Constructeur et date                     | État actuel                                              | Origine et informations techniques | Photo |
| ---------------------------------------------------- | ---------------------------------------- | -------------------------------------------------------- | --- | ----- |
| Chaudière verticale de type V no 3145                | Cockerill, 1927                          | Hors service (en attente d'une restauration complète).   | - Locomotive à vapeur de type 020T (locomotive-tender) à chaudière verticale. - Elle fut utilisée par la "Sablière de Noucelles", ensuite utilisé jusque dans les années 1970 à la Société anonyme Docks de Gand (dans le port de Gand). - Cette locomotive est l'unique exemplaire restant du type 5 en Belgique. - Cédé à l'asbl par le musée national en 2016. - 5 m, 25 t, vitesse maximum : 30 km/h. - Timbre chaudière : 00 kg/cm2. - Capacité de la soute à charbon : 650 Kg. - Capacité de la soute à eau : 3 200 L (3,2 m3). |       |
| SNCB Locomotive à vapeur 41.195 (Type 41)            | Ateliers J.J. Gilain, 1910               | Hors service (en attente d'une reconstruction complète). | - Locomotive de type 030 et son tender no 17.515 (Type 31) venant d'une locomotive à vapeur de Type 81/90. - Ex-Chemins de fer de l'État belge no 4295. - Mise hors service en 1957. - Entre 1957 et 1960, elle fut encore utilisée comme générateur de vapeur (fixe) sous le numéro A621/154. - Entre 1985 et 2014, elle est mise en exposition (statique) dans la gare de Charleroi-Sud. - En 2014, elle est récupérée "en l'état" par l'asbl. - 16 m, 88 t, (locomotive + tender), vitesse maximum : 80 km/h (1000 cv). - Timbre chaudière : 13,5 kg/cm2. - Capacité de la soute à charbon (Tender) : 7 t. - Capacité de la soute à eau (Tender) : 17 000 L (17 m3). |       |
| SNCB Autorail 4903 (553.12) (Série 49 - Type 553)    | Ateliers Germain, 1941                   | Opérationnel                                             | - Mis en service en 1941. - Mis hors service et préservée en 2000. - Cédé à l'asbl par le musée national en 2013. - Complètement restaurée en autorail de type 49 "Brossel" (4903). - 120 places assises au total (77 places assises + 43 debout) en 2e classe. - 16 m, 32 t, vitesse maximum : 66 km/h. - Capacité du réservoir à gazole : 225 L. |       |
| SNCB Voiture GCI - C (3e classe) - no 93.948         | Société de travaux Dyle et Bacalan, 1913 | Opérationnelle                                           | - Mise hors servive en 1960. - 13 m, 27 t, vitesse maximum : 80 km/h. - 64 places assises. - Mise en prêt par le musée national depuis une date inconnue. |       |
| SNCB Fourgon "Royal" no 9 dit "Annexe & Office"      | CCC, 1938                                | Opérationnel                                             | - Ancien fourgon de type "RIC" (long) no 14.020 modifié en 1946. - Il est équipé d'une vigie avec un local pour le "chef de train", d'un dressoir, d'un WC, ainsi qu'une chambre avec 3 couchettes. - Mis hors service en 1990. - 19 m, 42 t, vitesse maximum : 150 km/h. - Offert à l'asbl par le musée national depuis 2015. |       |
| SNCB Remorque d'autorail no 734.10 (Type 734 RAW B8) | Atelier Central de Malines, 1956         | Opérationnelle                                           | - 16 m, 20 t, vitesse maximum : 90 km/h. - 106 places au total (76 places assises + 30 debout) en 2e classe. - Céder à l'asbl par le musée national depuis une date inconnue. - Numéro UIC : 50 88 27-29 589-2. |       |
| Wagon (Tender) "Chasse-neige" no 9437L1              | Constructeur et date inconnue.           | Hors service (épave).                                    | - Ancien Chasse-neige de l'atelier de Monceau. - 00 m, 00 t, vitesse maximum : 00 km/h. - Céder à l'asbl par le musée national depuis une date inconnue. |       |

#### AuStoomtrein Dendermonde - Puurs (SDP)
| Matricule                                                   | Constructeur et date                          | État actuel                                                   | Origine et informations techniques | Photo |
| ----------------------------------------------------------- | --------------------------------------------- | ------------------------------------------------------------- | --- | ----- |
| SNCB Voiture GCI - C (3e classe) - no 96.556                | Chantiers de construction Allard Frères, 1905 | Opérationnelle                                                | - Mise hors service en 1960. - 15 m, 19 t, vitesse maximum : 80 km/h. - 64 places assises. - Mise en prêt par le musée national depuis une date inconnue. |       |
| SNCB Voiture GCI - GV (fourgon) - no 19.141 (no 947 1761-7) | Constructeur et date inconnue.                | Hors service (épave, en attente d'une restauration complète). | - 15 m, 19 t, vitesse maximum : 100 km/h. - Don du musée national en 2015. |       |
| SNCB Voiture K1 - A9 (1re classe) - no 21.003               | Baume et Marpent, 1933                        | Opérationnelle                                                | - 23 m, 43 t, vitesse maximum : 140 km/h. - 70 places assises au total (64 places + 6 strapontins). - Mise en prêt par le musée national depuis 2022. - Numéro UIC : 50 88 18-40 003-8. |       |
| Locomotive à vapeur "MF72" dit "Petit Château" (no 509)     | Cockerill, 1859                               | Hors service (épave, en attente d'une restauration complète). | - Locomotive de type 040T (locomotive-tender). - Construite pour la Compagnie du Nord - Belge (ex-Chemins de fer de l'État belge), elle y portera successivement le matricule 765 puis 615 (au sein d'une série de 23 locomotives dites "Nord fortes rampes"). - En 1926, elle est vendue au "Charbonnage de Marcinelle-Nord" (sous le matricule "Bertha no 6") avant de rejoindre en 1934 le Charbonnage de Monceau Fontaine qui l'utilisent sous le matricule "MF72" jusqu'en 1965. - En 1968, elle est récupérée par la SNCB comme locomotive d'atelier (nommé Type 88 sous le matricule 88.003). - Surnom de cette locomotive : "Huy". - Cédé à l'asbl par le musée national depuis 2013. - 00 m, 36 t, vitesse maximum : 50 km/h. - Timbre chaudière : 00 kg/cm2. - Capacité de la soute à charbon : 1,5 t. - Capacité de la soute à eau : 4 700 L (4,7 m3). |       |
| Draisine d'inspection de Type 4 - no 404 (38.025.404.60)    | Campagne, 1934                                | Hors-service (épave).                                         | - Ancienne draisine d'inspection de la voie. - 0 m, 00 t, vitesse maximum : 00 km/h. - Capacité du réservoir à gazole : 000 L. - Don du musée national depuis une date inconnue. |       |
| Draisine d'inspection de Type 8 - no 803 (38.025.803.60)    | UNK, date inconnue.                           | Hors service (épave).                                         | - Ancienne draisine (ou Lorry) d'inspection des voies ferrées mais aussi pour le transport des ouvriers et du matériel requis pour l'entretien des voies. - 0 m, 00 t, vitesse maximum : 00 km/h. - Capacité du réservoir à gazole : 000 L. - Don du musée national depuis une date inconnue. |       |

### Les matériels ferroviaires mis en prêt ou cédés hors des musées (en Belgique et à l'étranger)
Les matériels suivants ont été cédés ou mis en prêt à des communes, villes ou différentes institutions en Belgique (ou à l'étranger) et visibles du public :
| Matricule                                                                                                   | Constructeur et date                         | État actuel                                              | Origine et informations techniques | Photo |
| --- | -------------------------------------------- | -------------------------------------------------------- | --- | ----- |
| Locomotive sans foyer no 5265 (no 12)                                                                       | La Meuse, 1954                               | Hors service (en attente d'une restauration cosmétique). | - Locomotive de type 040T (sans foyer). - Elle fut utilisée par le charbonnage de Beringen entre 1955 et 1965. Ensuite utilisé par l'usine Stella Artois (Louvain) pour le transport entre l'usine et la gare de triage de la SNCB. - Mise hors service en 1976 et transférée au patrimoine de la SNCB en 1977. - Offerte à la ville de Louvain et transférée dans un petit hangar près de l'ancien atelier central de Kessel-Lo (à la rue des locomotives) en 2013. - Le 29 juin 2023, elle rejoint (par transport routier) à nouveau le charbonnage de Beringen pour y être restaurée (cosmétiquement) et exposée au public d'ici 2025. - 6,6 m, 57 t (74 t en ordre de marche), vitesse maximum : 00 km/h. - Timbre chaudière : 12 kg/cm2. |       |
| Chaudière verticale de type IV no 2435 (no 2)                                                               | Cockerill, 1903                              | Hors service (exposée).                                  | - Locomotive à vapeur de type 020T (locomotive-tender) à chaudière verticale. - Elle fut utilisée par à la "S.A des Cokeries de Willebroek". - Préservée depuis 1970 par la SNCB. - Placée (il y a quelques années) comme "Monument - Pot de fleur" sur le site du "Klingspoor" à Sint-Gillis-Waas (Flandre). - 4 m, 00 t, vitesse maximum : 00 km/h. - Timbre chaudière : 00 kg/cm2. - Capacité de la soute à charbon : 0 t. - Capacité de la soute à eau : 0 000 L (0 m3). |       |
| Locomotive à vapeur industrielle no 4 dite "La Hestre"                                                      | Grosses Forges et Usines de la Herstre, 1923 | Hors service (exposée).                                  | - Locomotive à vapeur de type 020T (locomotive-tender). - Elle fut utilisée par la "S.A des Cokeries de Willebroek". - Préservée depuis 1970 par la SNCB. - Placée (il y a quelques années) comme "Monument - Pot de fleur" sur un ancien pont ferroviaire au dessus du canal Charleroi-Bruxelles à proximité de Tour et Taxis (Bruxelles). - 7 m, 00 t, vitesse maximum : 00 km/h. - Timbre chaudière : 00 kg/cm2. - Capacité de la soute à charbon : 0 t. - Capacité de la soute à eau : 0 000 L (0 m3). |       |
| Draisine d'inspection de Type 5 - no 510 (no 38.025.510.60)                                                 | Alpha Klinkhamers, 1935                      | Hors-service (exposée).                                  | - 00 m, 00 t, vitesse maximum : 00 km/h. - Capacité du réservoir à gazole : 000 L. - Préservée depuis 1985 par la SNCB. - Exposée en Pot de fleur sur le site d'Infrabel (à Ronet) depuis 2023. |       |
| SNCB Locomotive diesel 5204 (Type 202 - 202.004)                                                            | Anglo-Franco-Belge (La Croyère), 1955        | Hors service (épave).                                    | - Disposition des essieux : deux bogies de 3 essieux moteurs dite Co'Co'. - Cette locomotive ayant perdu au fil des années tout ses éléments (y compris son moteur) et est actuellement à l'état d'épave ... - Un projet existe pour la remettre en état cosmétique et de la placer sur le rond-point devant le centre commercial Docks (non loin du musée national) à Bruxelles d'ici 2026 (à l'occasion du centième anniversaire de la SNCB). - 19 m, 108 t, vitesse maximum : 140 km/h (réduit à 120 km/h en 1980). - Capacité du réservoir à gazole : 3 500 L (3,5 m3). |       |
| SNCB/NS Automotrice électrique "BENELUX" - Série 09 - Type 1957 - AM57 - Mat'57 - (no 220.902 - no 220.903) | Werkspoor (Amsterdam - Pays-Bas), 1957       | Hors service (en cours de restauration complète).        | - Ex- AM dite "BENELUX". - Ancien numéro : 902 & 903. - Bi-tension : 1.500/3.000kv. - Automotrice composée de 2 éléments. - Disposition des essieux : Bo'2' + Bo'2'. - 50 m, 132 t, vitesse maximum : 130 km/h (1000 ch). - 135 places assises au total (27 en 1re et 108 en 2e classe). - Mise hors service en 1987. - Préservée depuis 1989 par la SNCB. - Cette automotrice a été cédée à l'asbl Stichting Hondekop (Roosendaal - Pays-Bas) sous le numéro 902 et transférée en 2017. - En cours de restauration complète par cette asbl. - Cette automotrice porte une livrée bleue avec une ligne jaune. |       |
| Wagon de marchandises (citerne) no 91563                                                                    | Ateliers Germain, 1901                       | Hors service (exposé).                                   | - Wagon à 2 essieux qui était utilisé pour le transport de pétrole. - Ex-Chemins de fer de l'État belge. - 8 m, 10 t. - Placé (il y a quelques années) comme "Monument - Pot de fleur" (avec la locomotive à vapeur industrielle no 4 dite "La Hestre") sur un ancien pont ferroviaire au-dessus du Canal Charleroi-Bruxelles à proximité de Tour et Taxis (Bruxelles). |       |
| Wagon de marchandises (fermé) no 316/423                                                                    | Construit en 1908 en allemagne.              | Hors service (exposé).                                   | - Mis hors servive en 1986. - 9 m, 00 t. - Placé (il y a quelques années) comme "Monument - Pot de fleur" sur le site du "Klingspoor" à Sint-Gillis-Waas (Flandre). |       |
| Wagon de marchandises (fermé) no 153597                                                                     | Anglo-Franco-Belge (La Croyère), 1911        | Hors service (exposé).                                   | - Wagon a 2 essieux. - Construit pour les Chemins de fer de l'État belge. - 8 m, 00 t. - Ce wagon de la Déportation est visible à la caserne militaire de Dossin. |       |
| Wagon-torpille (wagon poche) no 9                                                                           | Demag Jünkerath (Allemagne), 1963            | Hors service (en cours de restauration cosmétique).      | - Wagon disposant de 16 essieux. - 31 m, 190 t, vitesse maximum : 40 km/h. - Capacité de chargement : 140 t/150 t. - Mis hors service en 2011. - Le transfert (sauvegarde) de ce wagon a eu lieu le 28 janvier 2022. - Après restauration (cosmétique), ce wagon sera normalement exposé sur l’esplanade devant les bâtiments de la "MMIL" (Maison de la métallurgie et de l'industrie de Liège), à l’emplacement des anciennes usines liégeoises de la SA Espérance-Longdoz. Ce wagon-torpille sera le symbole de la relation étroite qui unit l’ancienne industrie sidérurgique et les chemins de fer. |       |
| SNCB Remorque d'autorail no 732.08 (Type 732 - RAW C6)                                                      | Atelier de Nivelles, 1954                    | Hors service (exposé).                                   | - 12 m, 14 t, vitesse maximum : 90 km/h. - 65 places au total (58 places assises + 7 debout) en 2e classe. - Racheté par un privé du côté de Stoumont. |       |
| SNCB Fourgon "RIC" (Type court) : no 17.104 (ex no 14.158)                                                  | CCC, 1938                                    | Hors service (exposé).                                   | - 15 m, 37 t, vitesse maximum : 140 km/h. - Mis hors service en 1996. - Racheté par un privé du côté de Tervueren. - Ce fourgon porte une livrée verte. |       |

### Les matériels ferroviaires en état de marche ou en cours/attente d'une restauration/révision
Les matériels suivants sont en état de marche ou en cours/attente d'une restauration/révision :
| Matricule                                                                   | Constructeur et date                     | État actuel                                                                                         | Origine et informations techniques | Photo |
| --------------------------------------------------------------------------- | ---------------------------------------- | --------------------------------------------------------------------------------------------------- | --- | ----- |
| SNCB Locomotive à vapeur 29.013 (Type 29) et son tender no 25.217 (Type 25) | Montreal Locomotive Works (Canada), 1946 | Hors service depuis fin 2019 (en cours de révision complète).                                       | - C'est cette locomotive qui a effectué le dernier voyage en traction vapeur de la SNCB le 20/12/1966 entre Ath et Denderleeuw (omnibus no 8155) avec une rame de 5 voitures à voyageurs de type M2 et M3 (M2 A no 41.020 + M2 A no 41.029 + M3 B no 42.808 + M3 B no 42.806 + M3 ABD no 40.007). - Mise hors service en 1967. - Préservée depuis 1985. - Son avenir sur le réseau ferré national est incertain, à la suite de l'abandon d'un projet (datant de 2019) de faire re-circuler un train à vapeur historique sur le réseau ferré national à fin d'effectuer des parcours touristiques au départ du musée national (à Schaerbeek) vers Malines et retour. Cependant, un retour sur les lignes des chemins de fer touristiques belge est envisager pour 2026. - 20 m, 149 t (locomotive & tender), vitesse maximum : 96 km/h (2000 cv). - Timbre chaudière : 15 kg/cm2. - Capacité de la soute à charbon (Tender) : 10 t. - Capacité de la soute à eau (Tender) : 25 000 L (25 m3). - Elle est équipée du système de sécurité moderne TBL1+ ainsi que du GSM-R. |       |
| SNCB Locomotive diesel 5166 (Type 200 - 200.066)                            | Cockerill (Liège) - ACEC, 1963           | Opérationnelle (mais nécessite une révision moteurs).                                               | - Disposition des essieux : deux bogies de 3 essieux moteurs dite Co'Co'. - Mise hors service et préservée en 2003. - 20 m, 113 t, vitesse maximum : 120 km/h (1950 ch). - Capacité du réservoir à gazole : 4 000 L (4 m3). - Elle n'est pas équipée de systèmes de sécurité moderne (TBL1+ ou ETCS). |       |
| SNCB Locomotive diesel 5404 (Type 204 - 204.004)                            | Anglo-Franco-Belge (La Croyère), 1957    | Hors service depuis août 2022, à la suite d'une avarie moteur (en attente d'une révision complète). | - Disposition des essieux : deux bogies de 3 essieux moteurs dite Co'Co'. - Mise hors service en 1999. - Préservée depuis 2000. - 19 m, 108 t, vitesse maximum : 140 km/h (réduit à 120 km/h en 1980). - Capacité du réservoir à gazole : 3 500 L (3,5 m3). - Elle n'est pas équipée de systèmes de sécurité moderne (TBL1+ ou ETCS). - Elle devrait être complètement révisée (et à nouveau opérationnelle) pour 2026 à l'occasion du 100e anniversaire de la SNCB. |       |
| SNCB Locomotive diesel 5512 (Type 205 - 205.012)                            | La Brugeoise et Nivelles, 1962           | Opérationnelle                                                                                      | - Disposition des essieux : deux bogies de 3 essieux moteurs dite Co'Co'. - Ancienne locomotive de secours pour les TGV en détresse sur les LGV belges (TVM). - Mise hors service en 2021. - Préservée depuis 2022. - 19 m, 110 t, vitesse maximum : 120 km/h. - Capacité du réservoir à gazole : 4 000 L (4 m3). - Elle est équipée du système de sécurité moderne TBL1+. - Elle devrait être révisée et repeinte en livrée TVM jaune en 2025. |       |
| SNCB Locomotive diesel 5910 (Type 201 - 201.010)                            | Cockerill (Liège), 1955                  | Hors service (en cours de révision complète).                                                       | - Disposition des essieux : deux bogies de 2 essieux moteurs dite Bo'Bo'. - Mise hors service en 1989/90. - Préservée depuis 2000. - 16 m, 87 t, vitesse maximum : 120 km/h. - Capacité du réservoir à gazole : 4 000 L (4 m3). - Elle a été équipée du système de sécurité moderne TBL1+ ainsi que du GSM-R. |       |
| SNCB Locomotive diesel 6041 (Type 210 - 210.041)                            | Cockerill, 1964                          | Opérationnelle                                                                                      | - Disposition des essieux : deux bogies de 2 essieux moteurs dite Bo'Bo'. - Mise hors service en 1986. - Préservée depuis 1989. - 17 m, 78 t, vitesse maximum : 120 km/h. - Capacité du réservoir à gazole : 3 000 L (3 m3). - Elle n'est pas équipée de systèmes de sécurité moderne (TBL1+ ou ETCS). |       |

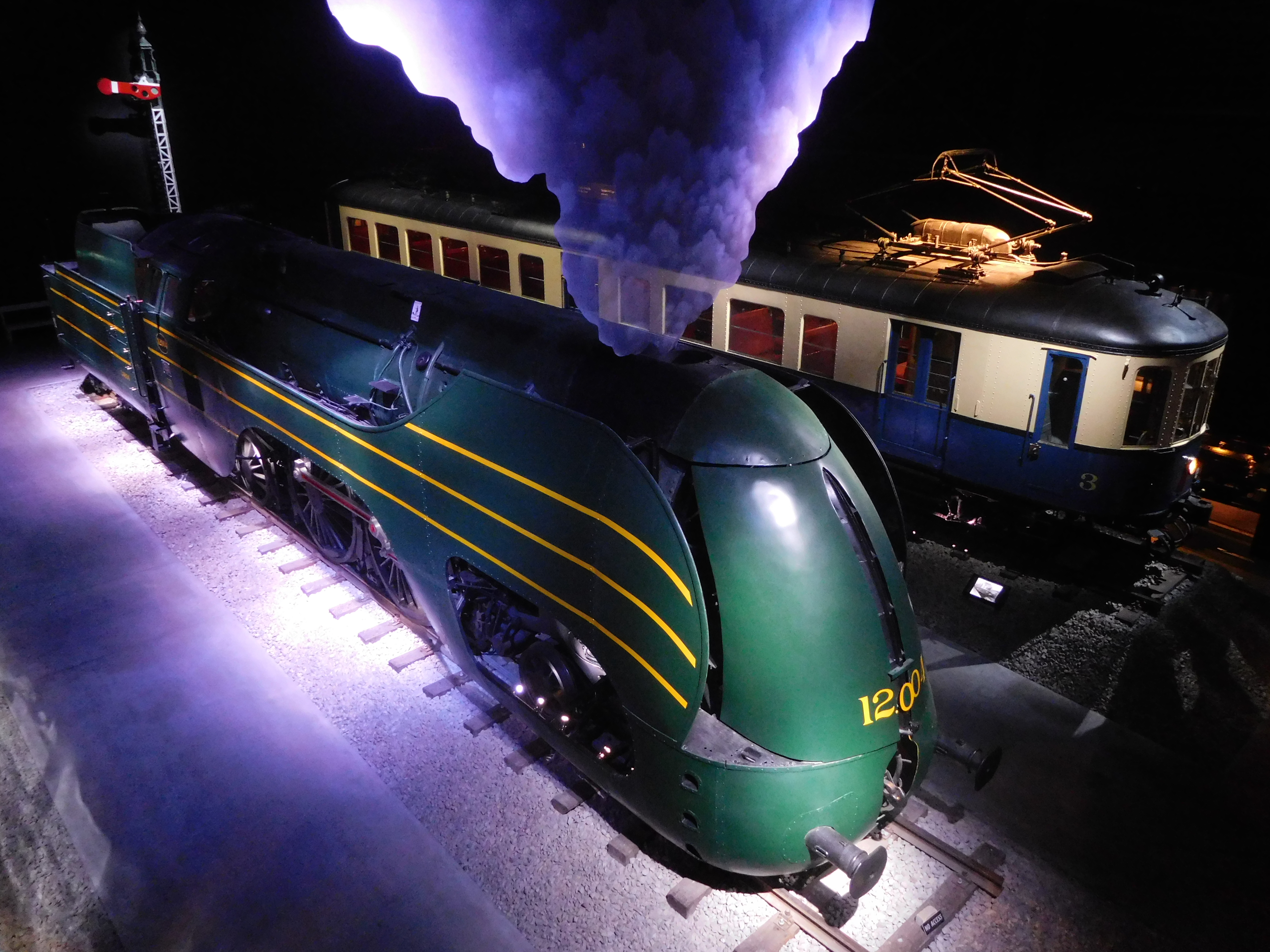
La locomotive à vapeur 12.004 et l'automotrice AM 35.
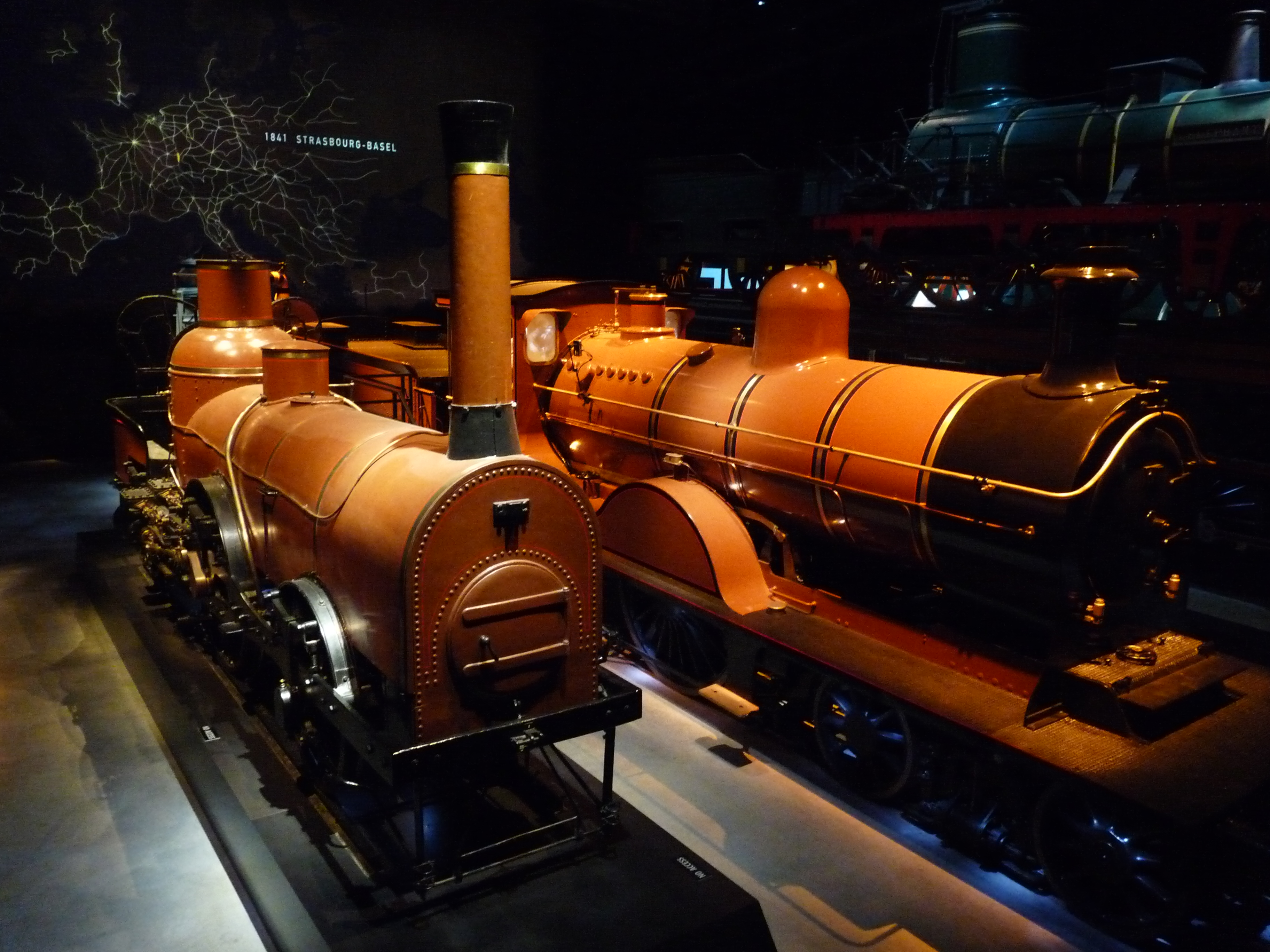
La locomotive à vapeur Pays de Waes (à gauche) et la locomotive à vapeur 18.051 (type 18).
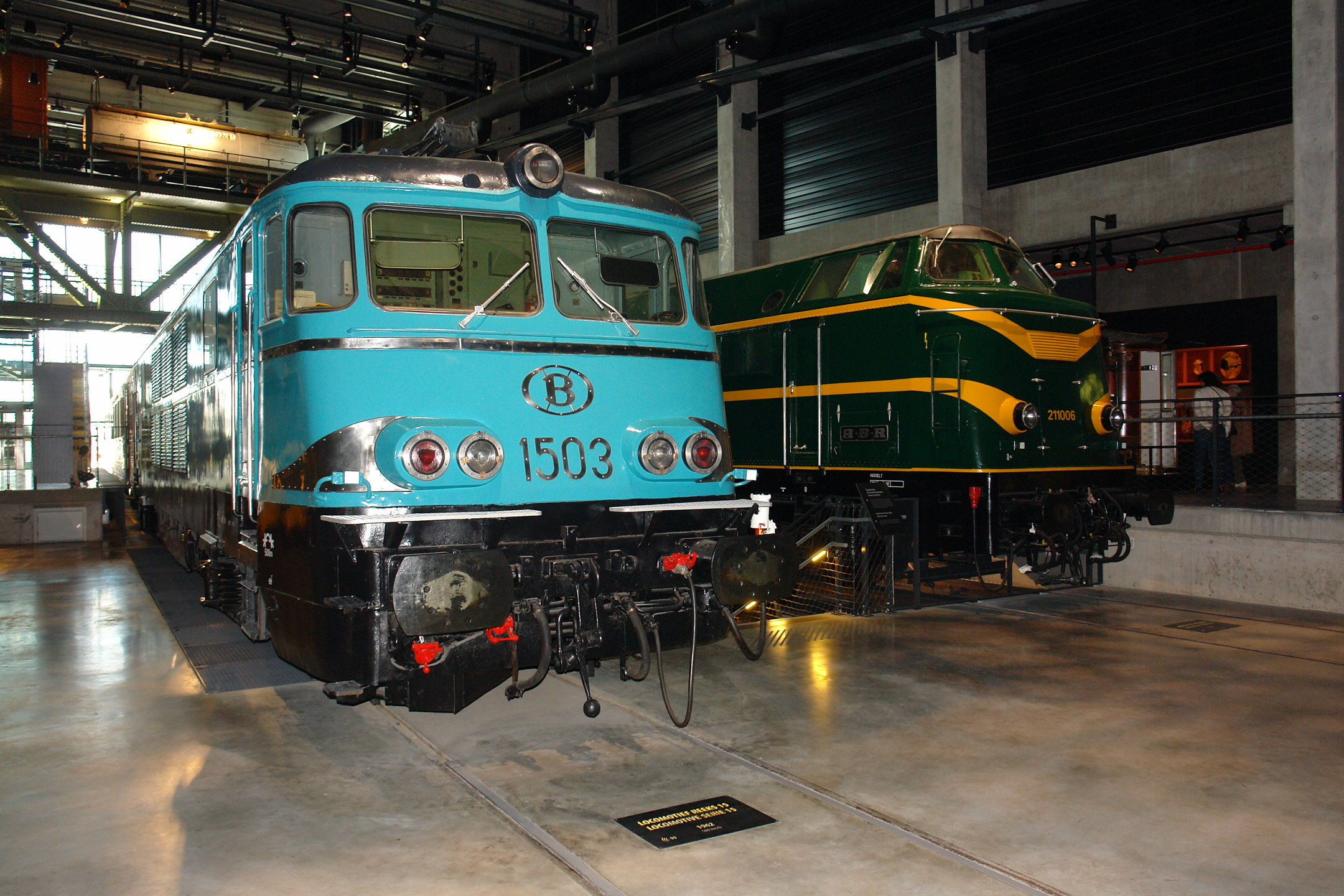
La locomotive électrique 1503 et la locomotive diesel 6406 (211.006).
L'autorail Brossel no 551.48
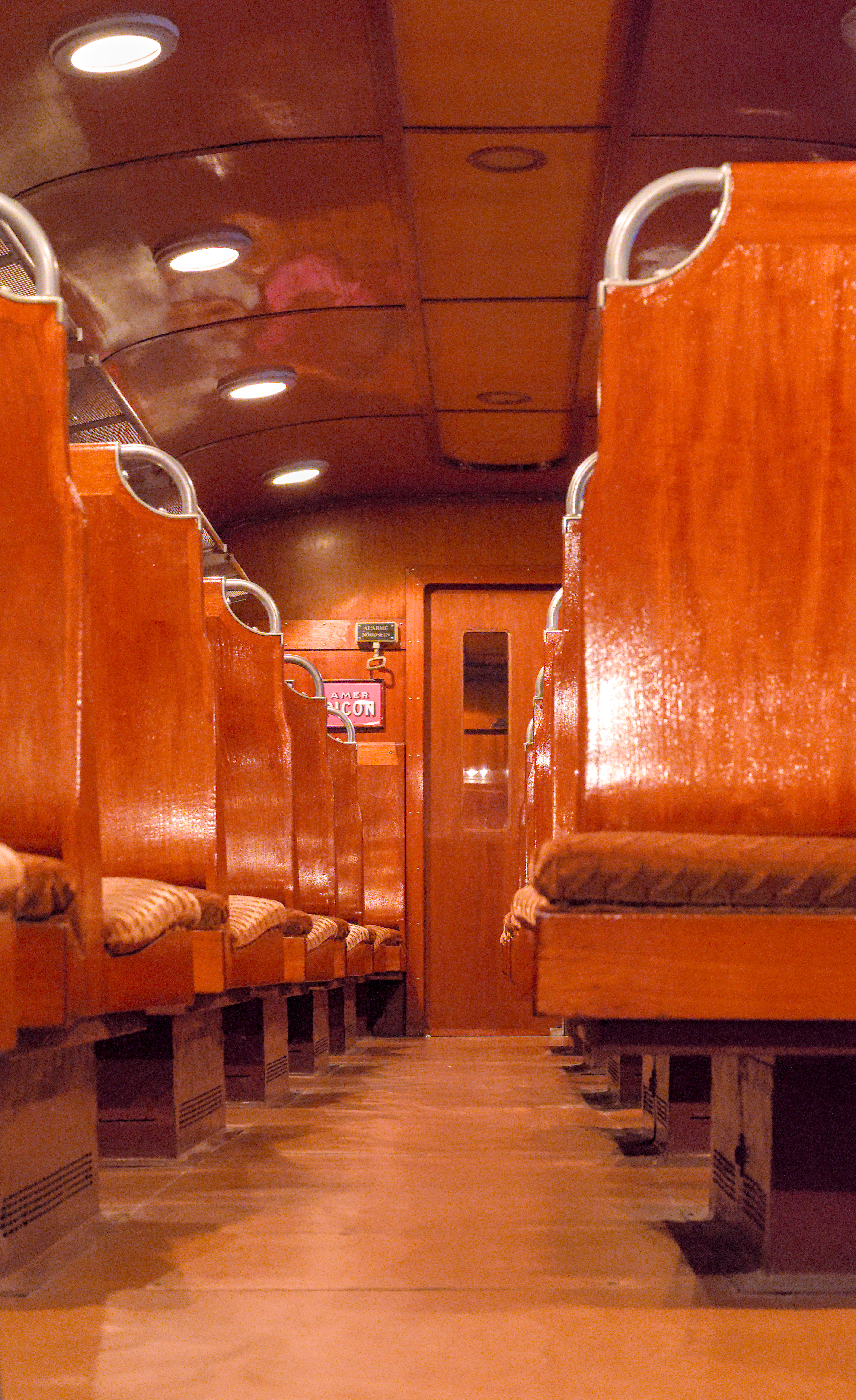
L'intérieur de l'automotrice AM 35.

### Collections d'objets
Une très grande collection d'objets (de toutes les époques) est visible au musée national à Schaerbeek (le reste étant gardé dans les réserves vu la grande quantité d'objets accumulés) comme des uniformes, maquettes, lanternes, tickets, statues, ustensiles, etc.

### Collections de documents (physiques et numérisés)
Une très grande collection de documents papiers et films physiques qui sont également préservés comme par exemple : plus de 100.000 photographies (sur tous supports), 17.000 affiches, environ 150 heures de films historiques et 1.000 heures de films contemporains, 20 km linéaires d'archives, un fonds documentaire de 14.000 livres et 60.000 articles ainsi que des timbres ferroviaires, vignettes et cartes postales. Une base de données (web) comprenant des photographies, des articles, des affiches, des fiches techniques, etc. Le tout est numérisé (au fur et à mesure) et accessible au public.

### Centre de documentations national
Un centre de documentation national est en train de voir le jour (ou les chercheurs et le grand public pourront s'y rendre et y poser leurs questions ainsi que consulté les archives de la SNCB) sur le site du musée national (à Schaerbeek). Les travaux devraient être achevé d'ici 2025/26.

## Extension (futur) du musée national
La SNCB (et « Train World Heritage ») réfléchissent au développement d'un nouveau dépôt-musée historique professionnel et durable (lieu encore inconnu), permettant ainsi une meilleure gestion et conservation des collections roulantes.

## Les activités

### Expositions temporaires
Le musée accueille également des expositions temporaires dont voici une listenon exhaustive (devra être complétée ou actualisée au fil du temps, dernière actualisation en août 2025) :
- "Tintin à Train World" (du 6 décembre 2016 au 16 avril 2017).
- "Lego Expérience" (du 2 octobre 2018 au 31 mars 2019).
- "Paul Delvaux, L'homme qui aimait les trains" (du 22 octobre 2019 au 15 mars 2020).
- "Choco Loco" (du 20 octobre 2020 au 21 février 2021).
- "De Pékin à Hankou, Une aventure belge en Chine" (du 7 mai 2021 au 10 octobre 2021).
- "L'Orient-Express" (du 26 octobre 2021 au 17 avril 2022).
- "Royals & Trains" (du 10 mai 2022 au 22 janvier 2023).
- "Animalia, chemins de vies, chemin de fer" (du 17 février 2023 au 5 novembre 2023 - prolongé jusqu'au 10 mars 2024).
- "Dessine-moi un Train! - Les grands artistes du monde ferroviaire" (du 19 septembre 2024 jusqu'au 11 mai 2025 - prolongé jusqu'au 31 août 2025).
- "La SNCB : entre collaboration et résistance" (de septembre 2025 jusqu'en juin 2026).

### Organisation de voyages spéciaux sur le réseau ferré national (SNCB)
C'est une nouvelle activité depuis 2022. Dans un futur plus ou moins lointain, plusieurs types de voyages thématiques seront proposés aux publics comme des voyages en train à vapeur (et diesel), des adieux à du matériel roulant en fin de carrière, des mises à disposition de son propre matériel pour un besoin particulier (train-buffet, voyage pour un événement dans une association ferroviaire, train-anniversaire...).
Un projet existait depuis 2019 pour y faire re-circuler un train à vapeur (tractée par la locomotive à vapeur 29.013) sur le réseau national entre Bruxelles et Malines. Ce projet a été tout simplement abandonné (et annoncé officiellement via la presse écrite le 14 mai 2023), car « trop compliqué à réaliser ».
La liste des trains spéciaux organisés par le musée national "Train World" :
- Le "Train World Express" :

Ce premier train spécial était consacré à la fin des "voitures Restaurant et Bar/Disco (SR3)". Il a circulé le 21 mai 2022 entre Schaerbeek (Train World) - Spa (via Hasselt et Liège-Guillemins) - Welkenraedt - Bokrijk et Schaerbeek (Train World).
La composition de ce train était le suivant (rame encadrée) :
- 1 locomotive électrique de la série 21 (2114).
- 3 voitures à voyageurs de type I10 : 1re classe : no 11.704, no 11.711 & 2e classe : no 12.774.
- 2 voitures "WR Restaurants" no 16.005 & no 16.008.
- La voiture "Bar/Disco" (SR3) no 17.903 (2002).
- 1 locomotive électrique de la série 21 (2132).

Ce voyage spécial a été organisé en collaboration avec l'asbl PFT.